# 小浜 (京丹後市)
小浜（こばま）は、京都府京丹後市にある地名。大字としての名称は網野町小浜。京都府最大の淡水湖である離湖を有する。2020年（令和2年）の国勢調査における人口は821人、世帯数は254世帯。

## 地理

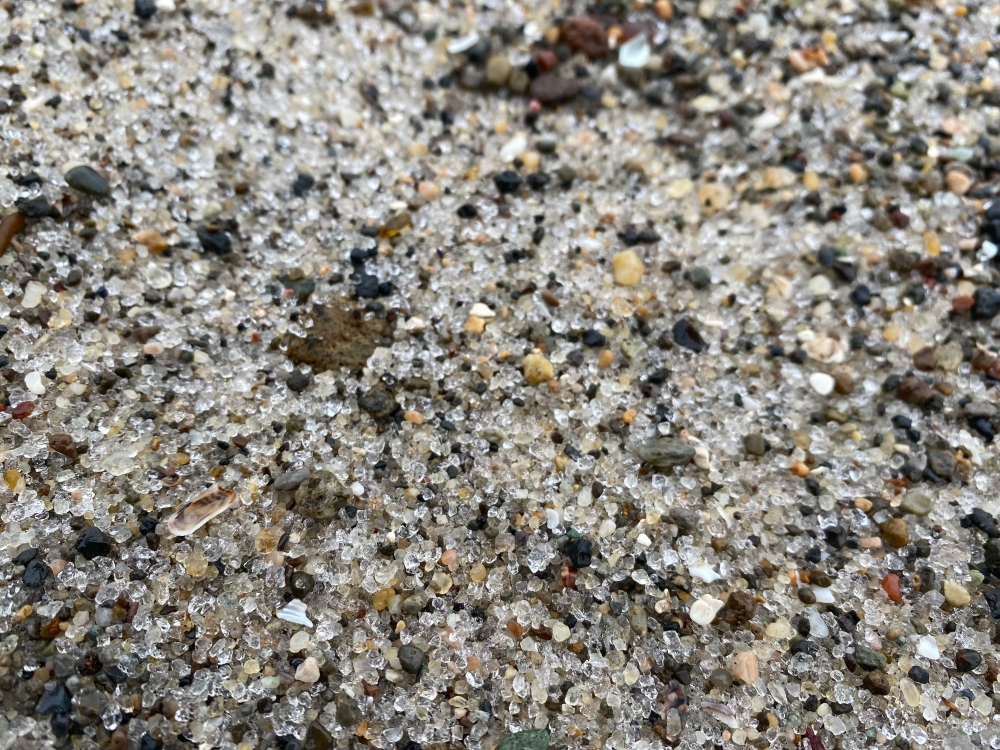
水晶浜の砂

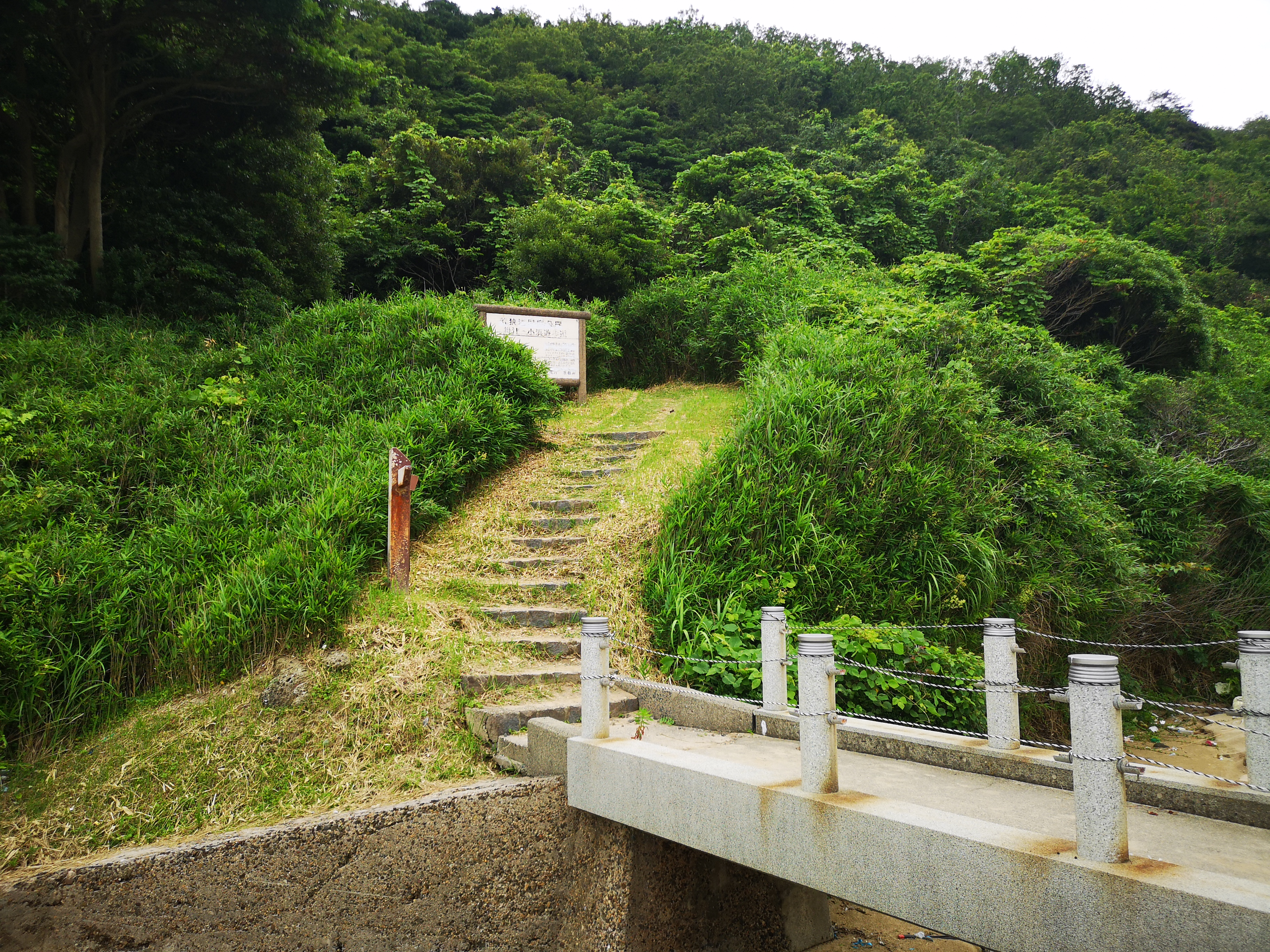
小浜掛津遊歩道（小浜側入口）

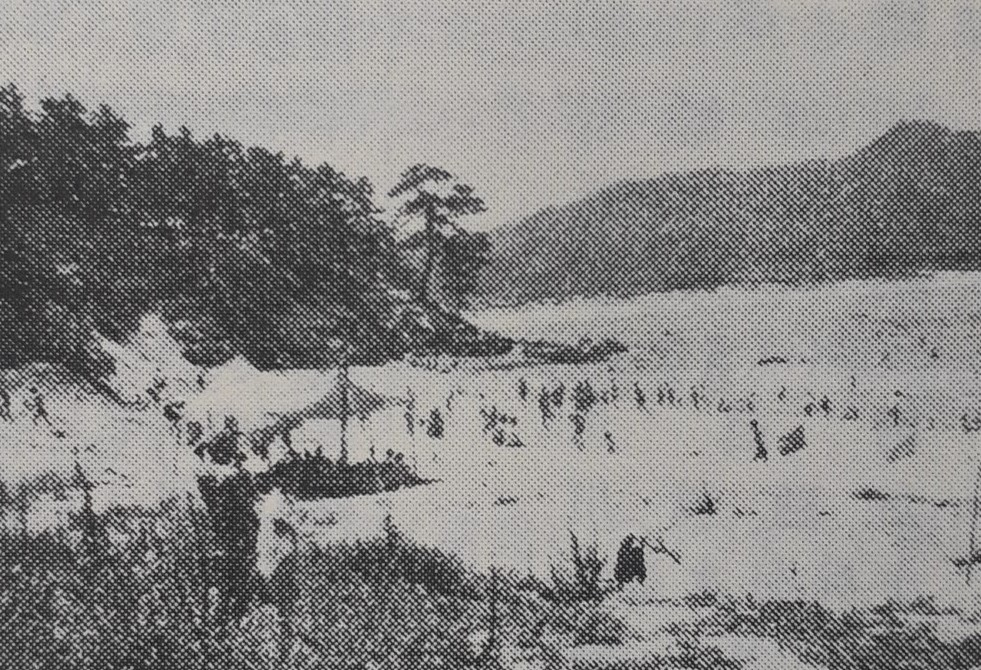
1960年の小浜海水浴場

大字の南東部には離湖があり、北西は日本海に面している。大字の東部は山林が広がっている。離湖に沿って国道178号が通っており、国道178号と海岸の間に集落が立地している。
離湖、万畳の岩、大林寺の襖絵、離湖古墳、岡1号墳、樋越川、離山の椎の木、千石の帆掛け岩、ライオン岩は網野町の「ふるさと自慢百選」に選定されている。この中で離湖は「あみの八景」にも選定されている。
小浜海岸、樋越川の暗渠附近、離山付近、離湖西岸のかつての湖岸付近の泥炭層（沖積層）からは、植物化石の出土が多いことで知られている。

### 海岸
いずれも日本海沿い。
清水浜
網野町小浜内にある八幡神社が移設前はここにあったとされる。
緑青石の浜
緑青色の石があったといわれる。
柴石の浜
木の葉状の模様のある石が発見されたといわれる。
八丁浜海水浴場小浜区と浅茂川区にまたがる海水浴場。2017年（平成29年）には八丁浜海水浴場全体で23,719人の利用があった。
小浜海水浴場
八丁浜海水浴場の東隣にある砂浜。小浜海水浴場の東にある樋越川河口付近から、鳴き砂で知られた琴引浜まで続く小浜掛津遊歩道がある。夏季にはキャンプ場が開設され、八丁浜海水浴場では所定の場所でしかバーベキューをすることができないが、小浜海水浴場では砂浜でのバーベキューが認められている。
小浜掛津遊歩道
小浜海水浴場の東端から鳴き砂で知られる琴引浜の海岸線に沿って、隣の掛津区まで続く約2.4キロメートルの遊歩道である。1979年（昭和54年）に開通した。八丁浜の東端（小浜海水浴場）にかかる樋越川を渡る橋が起点となる。道中にライオン岩、水晶浜、万畳岩などの景勝地が続く。
水晶浜
網野町小浜から遊歩道を東に歩くとある海岸。周辺には石英を多く含む凝灰岩の地層があり、砂浜には大粒の石英がたくさん見られる。高温石英や珪化木（木の幹の化石）を見つけることができる。
千石灘
1981年（昭和56年）9月29日、全長7メートルのコイワシクジラが漂着した。
万畳岩
2間から1間半もの大きさの畳のように平たく盤石な岩が縦横無数に広がり、万畳山の山頂から望むと海岸に縁側があるようにみえる。「万畳敷き」ともいう。

### 湖沼
離湖
京都府最大の淡水湖（潟湖）。面積は0.39平方キロメートル。最大水深は7メートル。地元住民からは「かつみ」と呼ばれることもある。

### 丘陵
万畳山
離湖と日本海を隔てる丘。この下をくり抜いて江戸時代に開削された樋越川が通る。

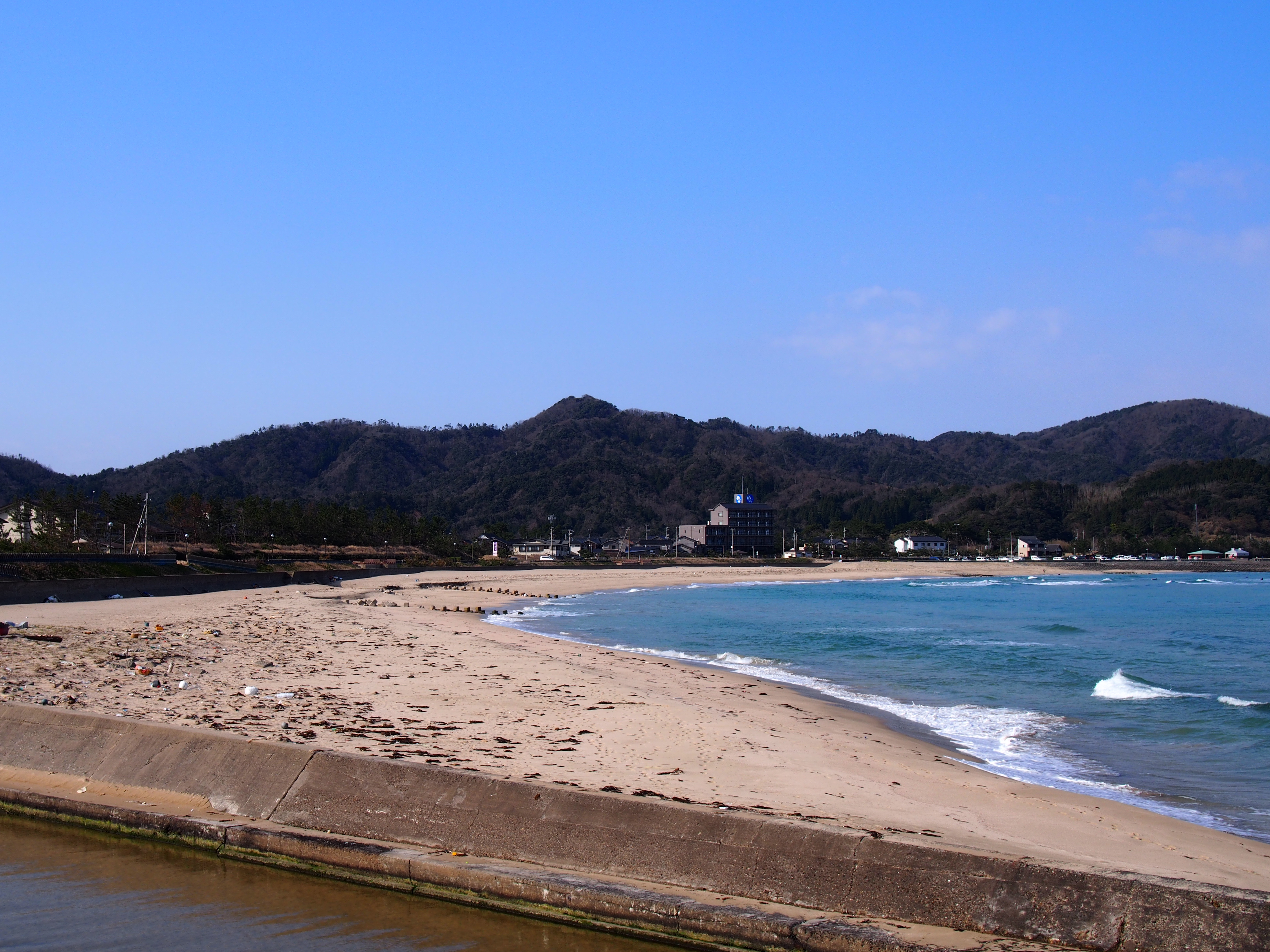
小浜と浅茂川にまたがる八丁浜海水浴場
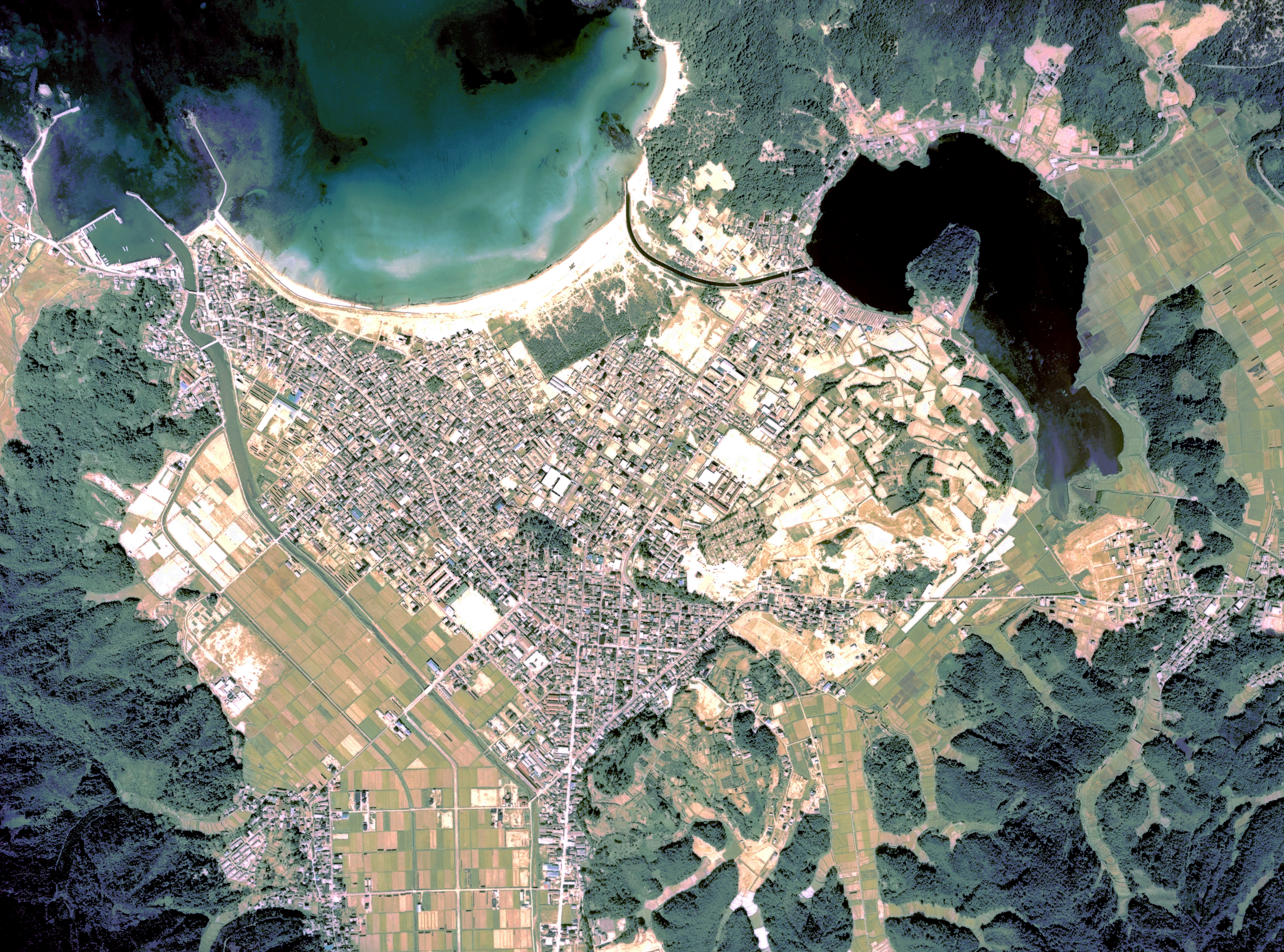
網野市街地と離湖

### 小字
- 森ケ尾（もりがお）
- 三反田（さんだんだ）
- 長蓮寺（ちょうれんじ）
- 松岡谷（まつおかたに）
- 室（むろ）
- 穴畑（あなばたけ）
- 宮ノ下（みやのした）
- 大谷（おおたに）
- カツタイ谷（かつたいたに）
- 浜ノ道（はまのみち）
- ヲカシ堂（おかしどう）
- フタムラ（ふたむら）
- 岡（おか）
- 新浜（しんはま）
- 浜（はま）
- 川上（かわかみ）
- 河口（こぐち）
- 浜河口（はまこぐち）
- 下屋敷（しもやしき）
- 上屋敷（かみやしき）

- 宅地前（たくちまえ）
- 中屋敷（なかやしき）
- 川バタ（かわばた）
- 樋ノ越（ひのこし）
- 樋越道下（ひこしみちした）
- 新田林（しんでんばやし）
- 大谷口（おおたにぐち）
- 大谷奥（おおたにおく）
- 卯ノ毛口（うのけぐち）
- 川崎（かわさき）
- 藪付山口（やぶつきやまぐち）
- 藪付山（やぶつきやま）
- 堂坂（どうさか）
- 堂坂ノ下（どうさかのした）
- 細井口（ほそいぐち）
- 細井（ほそい）
- 新田林口（しんでんはやしぐち）
- 入江口（いりえぐち）
- 入江（いりえ）
- 前イナガラ（まえいながら）

- イナガラ岡（いながらおか）
- ヲテイナガラ
- 水屋敷（みずやしき）
- 隠畑（かくればた）
- 隠畑口（かくればたぐち）
- コロビ畑（ころびばた）
- 砂ガワ（すながわ）
- 勝山（かちやま）
- カブロ（かぶろ）
- 寺ノ谷（てらのたに）
- 堂前（どうまえ）
- 堂上（どううえ）
- 卯毛（うのけ）
- 城山（しろやま）
- 尾ナル（おなる）
- 山越（やまごえ）
- 離山（はなれやま）
- イナガラ（いながら）

## 歴史

### 近世以前
「小浜」という地名は、1530年（享禄3年）9月に『丹後国道者日記』に「小はま」と記載されているのが初出とみられる。海に面し、船が入ることができる小規模な浜辺があることに由来した地名と考えられる。
かつて、現在の小浜の集落から北西の城山に3軒から4軒があり、農業のほかには藻塩焼きをして暮らしていた。製塩が行われた当時は、海岸から湖辺までが居住地域であり、上屋敷・中屋敷・下屋敷の小字が残る。塩は山地の民には魅力的な産業で、室町時代の永正年間（1504年～1521年）には下岡村からさらに数軒が小浜に移住した。網野町下岡に小浜の飛び地があるのはその名残である。小浜は下岡村の枝郷だったが、やがて分村独立して小浜村となった。

### 近世

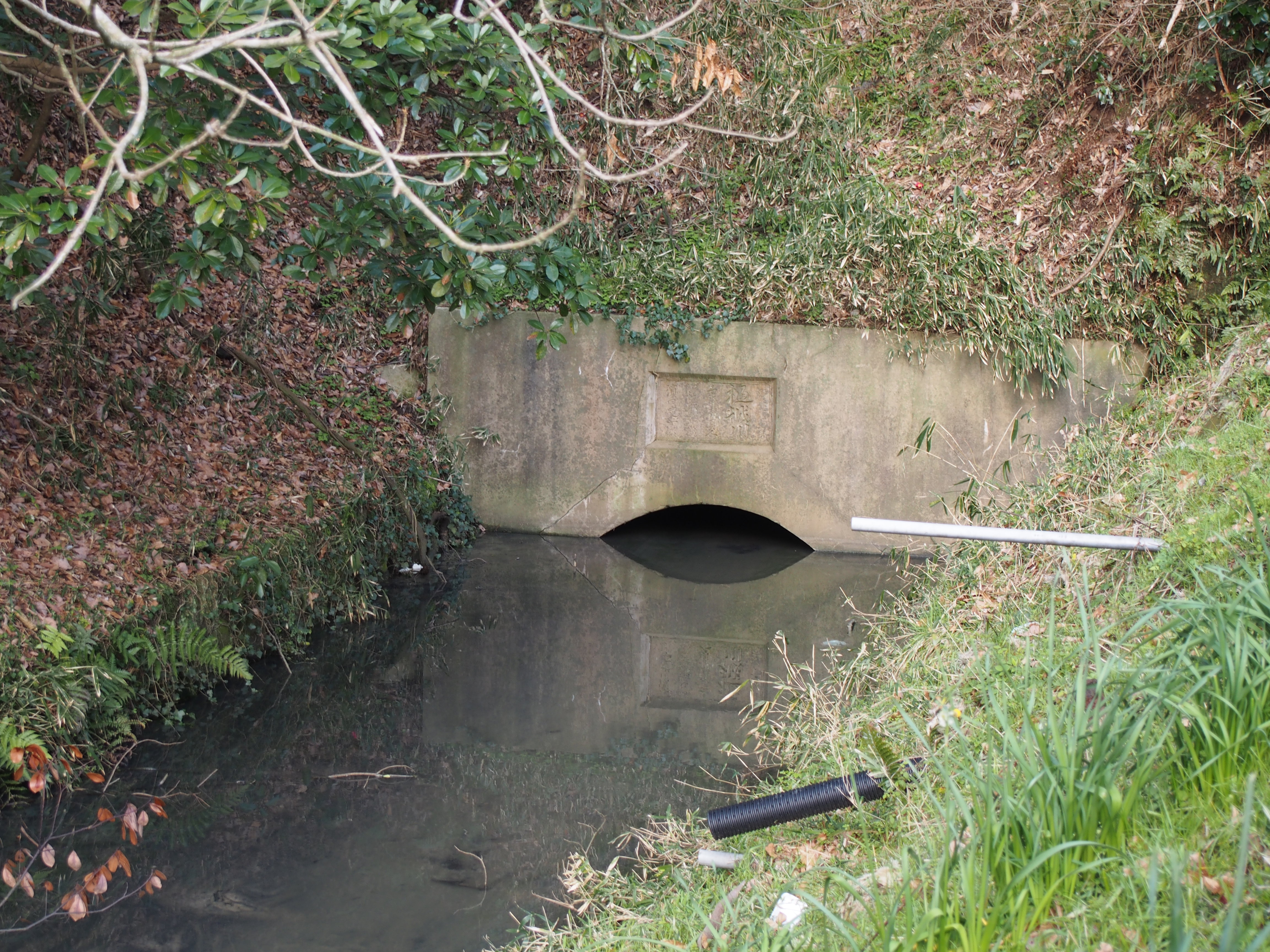
延宝4年（1676年）に開削された樋越川

1655年 - 1658年（明暦年間）には初めて離湖で延縄漁業が行われ、湖水漁業といえるものが始まった。1676年（延宝4年）には離湖の水位を安定させて田畑の冠水被害を逃れるために、離湖と日本海を結ぶ樋越川（マブ川）が開削された。樋越川は500メートルの暗渠を含む水抜き穴（水路）であり、その工事は日本土木史に残る難工事として知られる。この工事によって離湖の水位がやや下がり、数十町の新田が開発された。島田の山の麓に奥湖、舟付など小字名が残ることから離湖南方の島津平野一帯は、以前までは湖であったものとみられる。下屋敷までであった居住地も川上、川バタ、樋越道下まで拡大し、岡1号墳から大林寺の横を通り山を上って越えていた北側の交通は、湖辺に降りて通行することが可能となった。
1602年（慶長7年）の『慶長郷村帳』には「下岡村之内小浜村」の名があり、1699年（元禄12年）の『丹後国郷帳』にも「下岡ノ内小浜村」の名があることから、江戸時代の初期から中期にはまだ下岡村の枝郷であったことが確認できる。しかし宮津藩領（奥平氏）であった1697年（元禄10年）の石高の記録では単独で「小浜村368.66石」の記録があり、実態としてこの頃には独立で小浜村とみなされていたと思われる。幕府領となった1717年（享保2年）の記録でも単独の小浜村として記録されているが、ふたたび宮津藩領（本庄氏）となった1756年（宝暦6年）の記録では下岡村の内に数えられ、改めて小浜村単独の記録がみえるのは1838年（天保9年）となる。『宝永村々辻高帳』や『旧高旧領』における小浜村の石高は368石余であり、『天保郷帳』では下岡村に含まれている。1872年（明治5年）、豊岡県編入を機に、小浜村の呼称を用いた。

### 近代

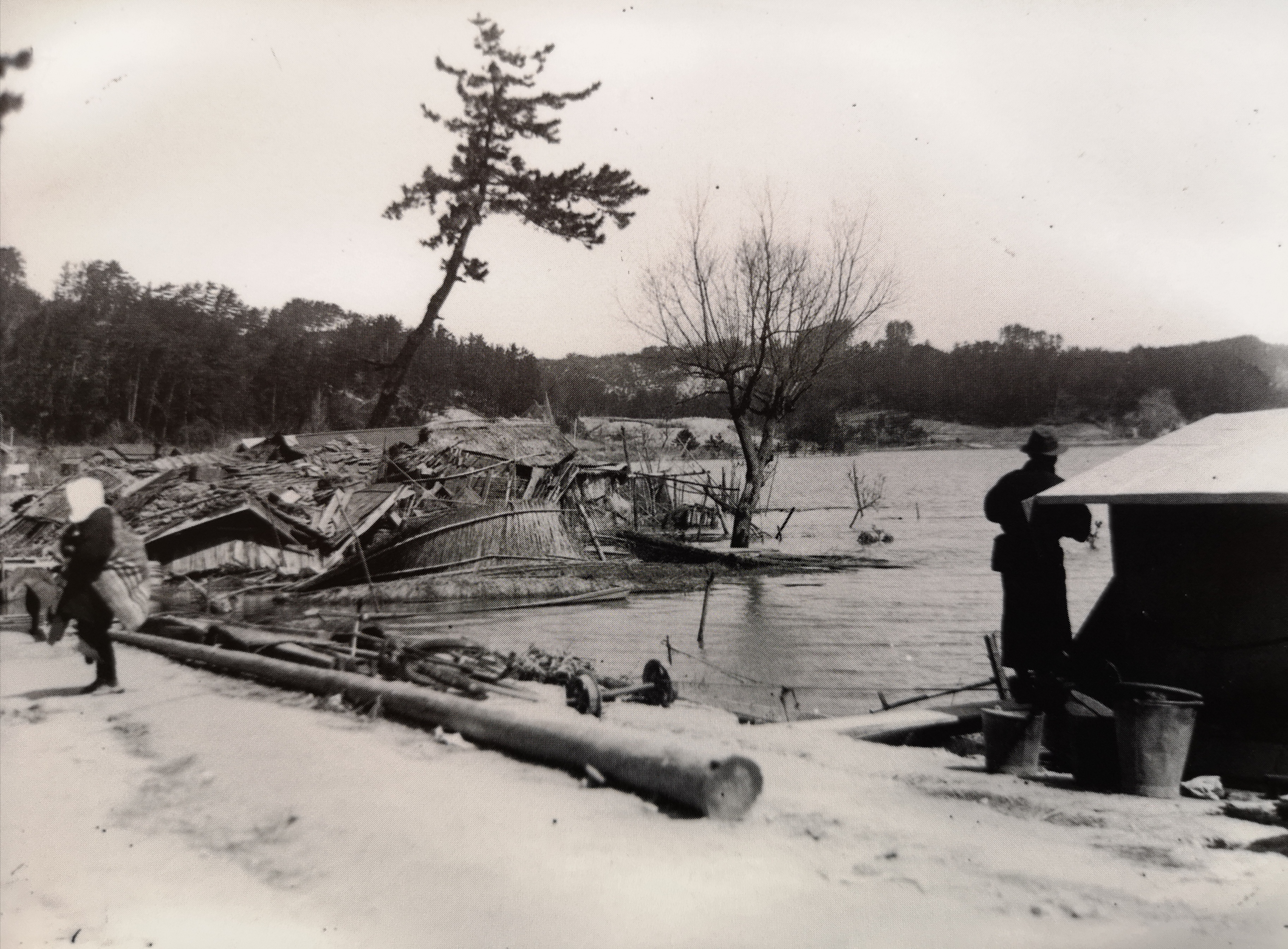
1927年の北丹後地震において陥没した小浜の道路

1871年（明治4年）には廃藩置県によって宮津県の所属となり、豊岡県を経て1876年（明治9年）には京都府の所属で落ち着いた。1876年（明治9年）の小浜村の戸数は69戸、1888年（明治21年）の戸数は76戸だった。1889年（明治22年）4月1日には町村制が施行され、浅茂川村・下岡村・小浜村の3村の合併によって竹野郡浅茂川村が発足、浅茂川村の大字として小浜が設置された。
かつての小浜村は純農村であり、副業として離湖で淡水漁業を営んでいた。明治時代後期の離湖や浅茂川湖では養殖漁業が取り組まれ、離湖ではテナガエビの養殖で漁獲を上げているが、養殖漁業は1925年（大正14年）を最後に姿を消している。
1904年（明治37年）3月22日、浅茂川村と網野町の合併によって改めて網野町が発足し、網野町の大字として小浜が設置された。網野町は区会条例を制定し、網野区、浅茂川区、下岡区、小浜区の4区を設置している。
1927年（昭和2年）3月7日に発生した北丹後地震（丹後大震災）では震源に近かったことから、小浜では大林寺の住職など14人が死去した。人的被害以外では、水田が傾斜陥没したり、離湖が陥没する被害もあった。同年の夏は樋越川を通じて海水が流入し、カラスガイや小海老が死滅した。
1934年（昭和9年）7月、小浜の弁天祭を見物に、離湖へ水上飛行機が飛んだ。フロート付きのプロペラ複葉水上機の「三菱MC一型機」で、4人乗りだった。城崎温泉旅館組合が1932年（昭和7年）に旅客誘致のために日本海航空会社を設立し、円山川と天橋立間の遊覧飛行を行っていたもので、1回の料金は5円であった。水上飛行機のライセンスをもつ人は、当時網野町全体で2人いた。

### 現代
1918年（大正7年）に浜の河口が整地されたのに続き、1940年（昭和15年）頃に新浜一帯が整地され、1962年（昭和37年）に着工した岡畑の1町2反余りの整地で宅地化されたことにより、21世紀現在の網野町小浜に近いまちなみの形が形成された。1980年（昭和55年）時点で公営住宅が町営・府営あわせて25戸あり、網野町では松岡地区に次いで多い。
丹後地方の地場産業である丹後ちりめんなどの機業の最盛期は昭和40年代であるが、小浜では1982年（昭和57年）頃まで丹後ちりめんなどの機業が盛んだった。
1945年（昭和30年）年時点で人口は573人、世帯数は123戸。1965年（昭和50年）の国勢調査では人口881人、246世帯。1982年（昭和57年）時点の人口は806人、世帯数は209世帯である。
1984年（昭和59年）小浜公民館が完成する。
2004年（平成16年）には網野町・丹後町・弥栄町・中郡峰山町・大宮町・熊野郡久美浜町の6町の合併によって京丹後市が発足し、京丹後市の大字として網野町小浜が設置された。現在の高齢化率は約27％であり、丹後地方の平均に近い。

## 産業

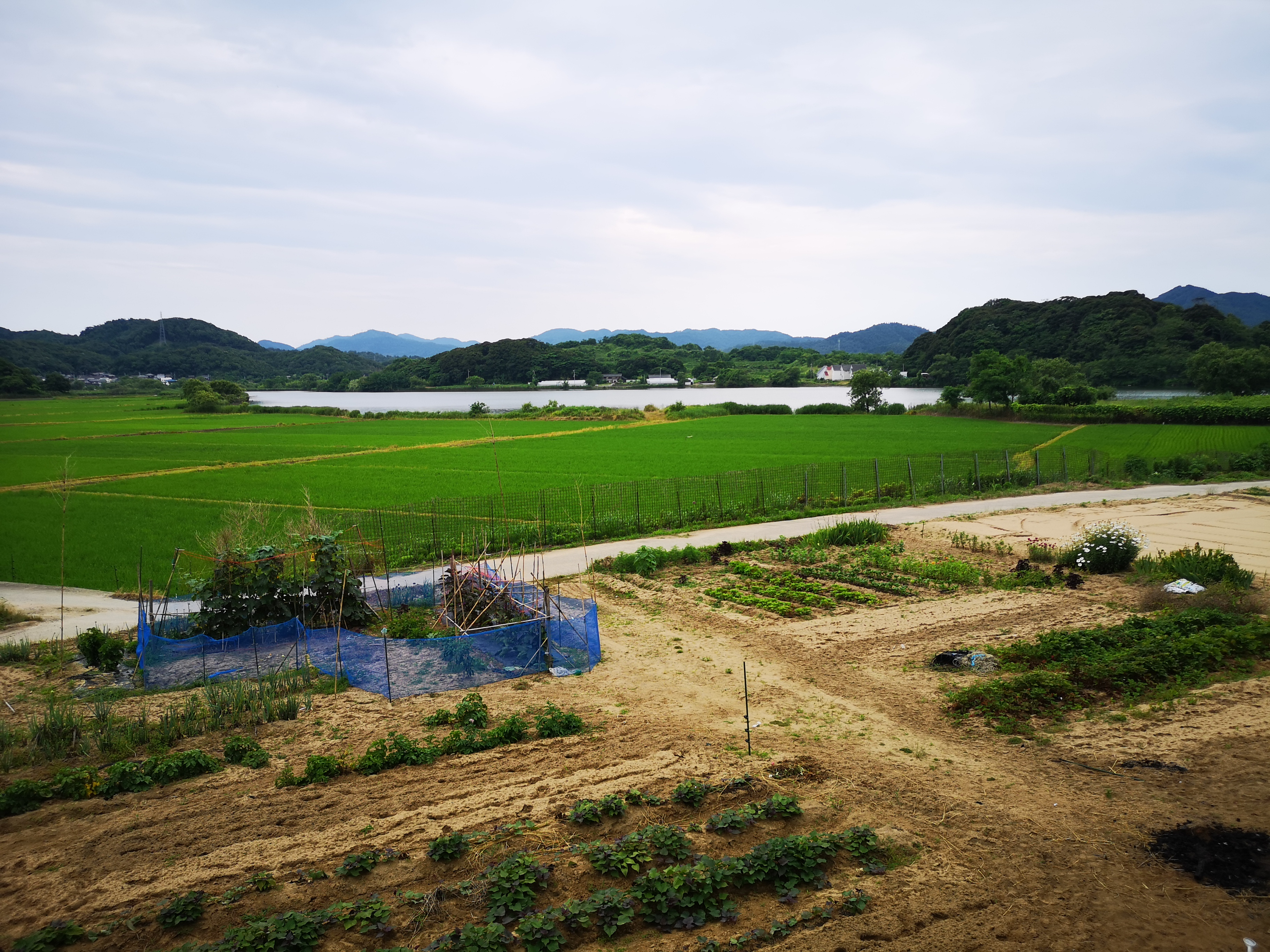
離湖湖畔の田畑。奥の緑は稲作地である。

歴史的には純農村であり、江戸から明治期にかけての樋越川・新樋越川の整備によって都度新田が拓かれ、稲作が進められてきた。離湖畔周辺の稲作と海岸から続く砂丘地で行われる畑作の割合は、1980年（昭和55年）の時点の耕地面積が田んぼ16.9ヘクタール、畑17.9ヘクタールで、同程度であった。
副業として、近世以前に製塩を行い、1650年代後半から離湖で淡水漁業を営み、鯉やウナギを釣った。ウナギは樋越川の開削によって冬期は海に下るものが増え、張切り網が用いられるようになった。またシラウオは簀堰で漁獲したが、1870年（明治3年頃）に小型の地曳き網が考案され、用いられるようになった。地曳き網漁はその後も様々な魚種に対応し、1959年（昭和34年）頃にも鯉やフナを地曳き網で捕る様子が記録されている。明治後期から大正期までは養殖漁業も行われた。
昭和期には丹後ちりめんをはじめ丹後地方一帯でさかんであった機業も営まれたが、近隣の網野地区や浅茂川地区とは異なり、割合としては農業に従事する世帯のほうが多かった。
2021年（令和3年）には、農業、漁業、機業のほかにも畜産業や農産物海産物の土産物販売、印刷業など、多くが個人事業主による小規模な多業種がある。京丹後市で唯一のタピオカ製造工場も網野町小浜にあり、2017年（平成29年）に兵庫県明石市からUターンした住民が自宅倉庫を改築して開業した。
観光業では、体長1メートルを超えるソウギョやヘラブナなどの好釣場となっている離湖のほか、遠浅の白砂浜で磯あそびやバーベキューもできる小浜海水浴場にも、近隣の宿からは徒歩で出かけることができ、2019年（令和元年）時点で小浜地区内で10軒ほどの民宿などの旅館業が営まれている。

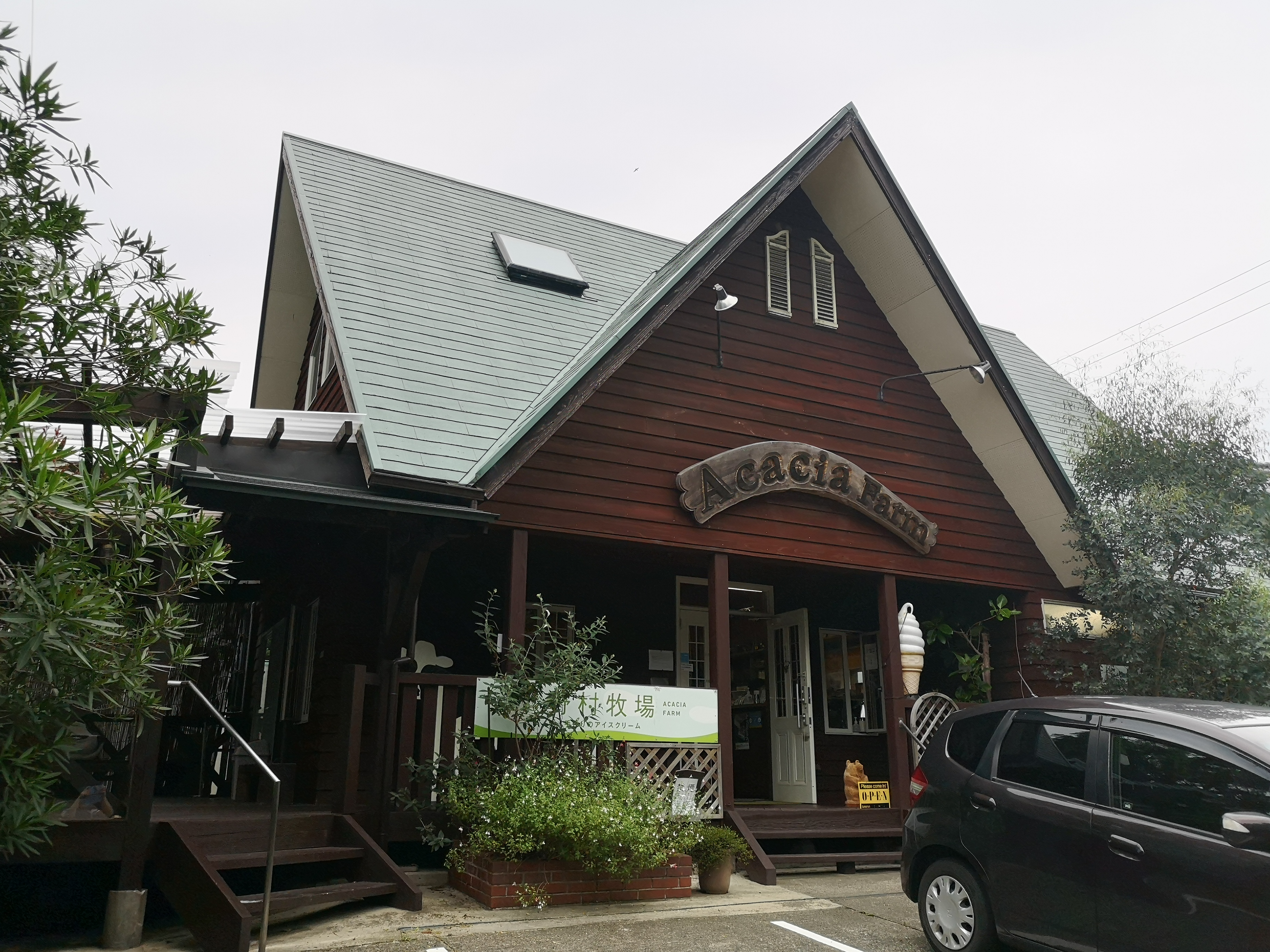
野村牧場の販売店
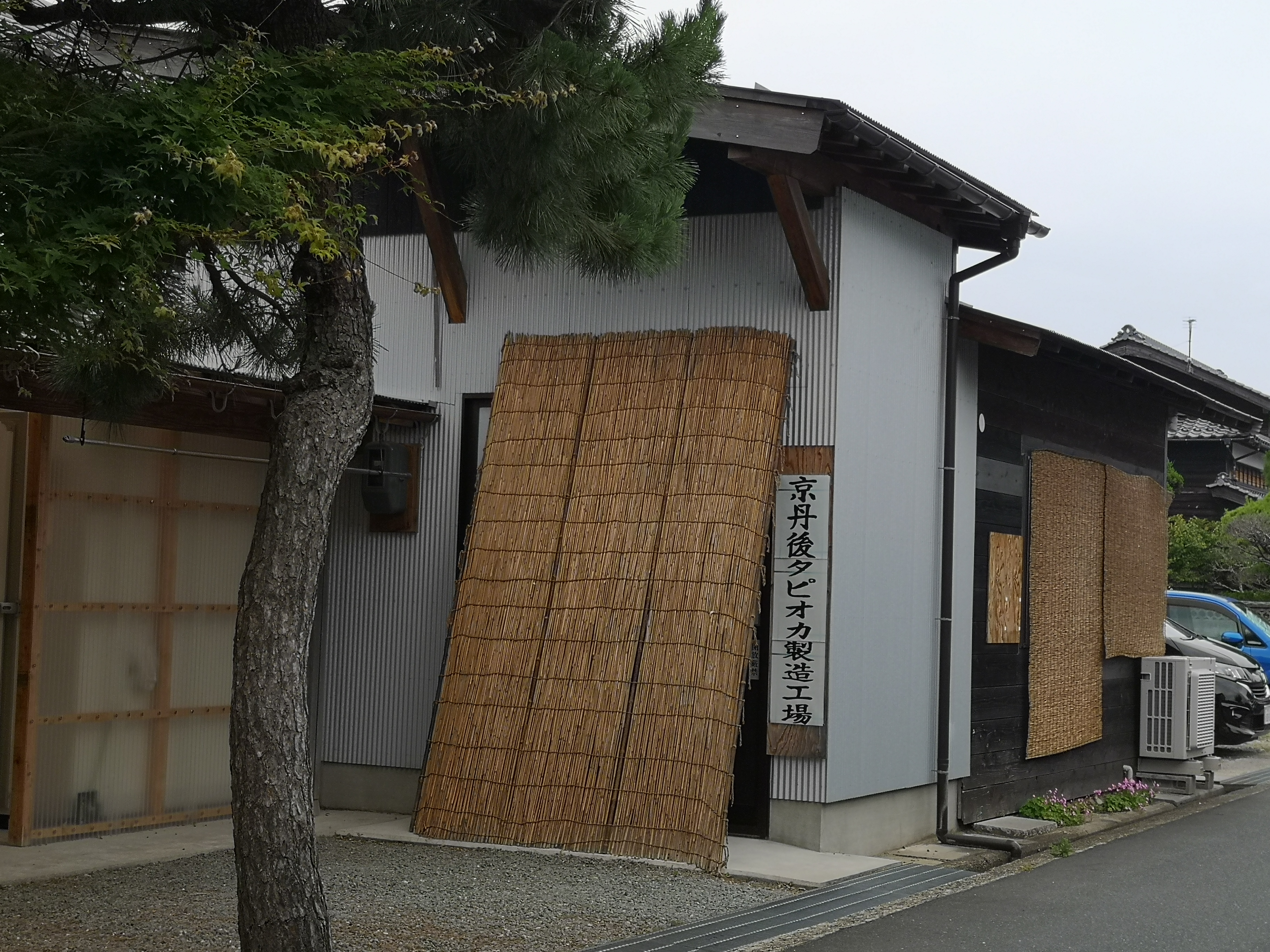
京丹後市内唯一のタピオカ工場
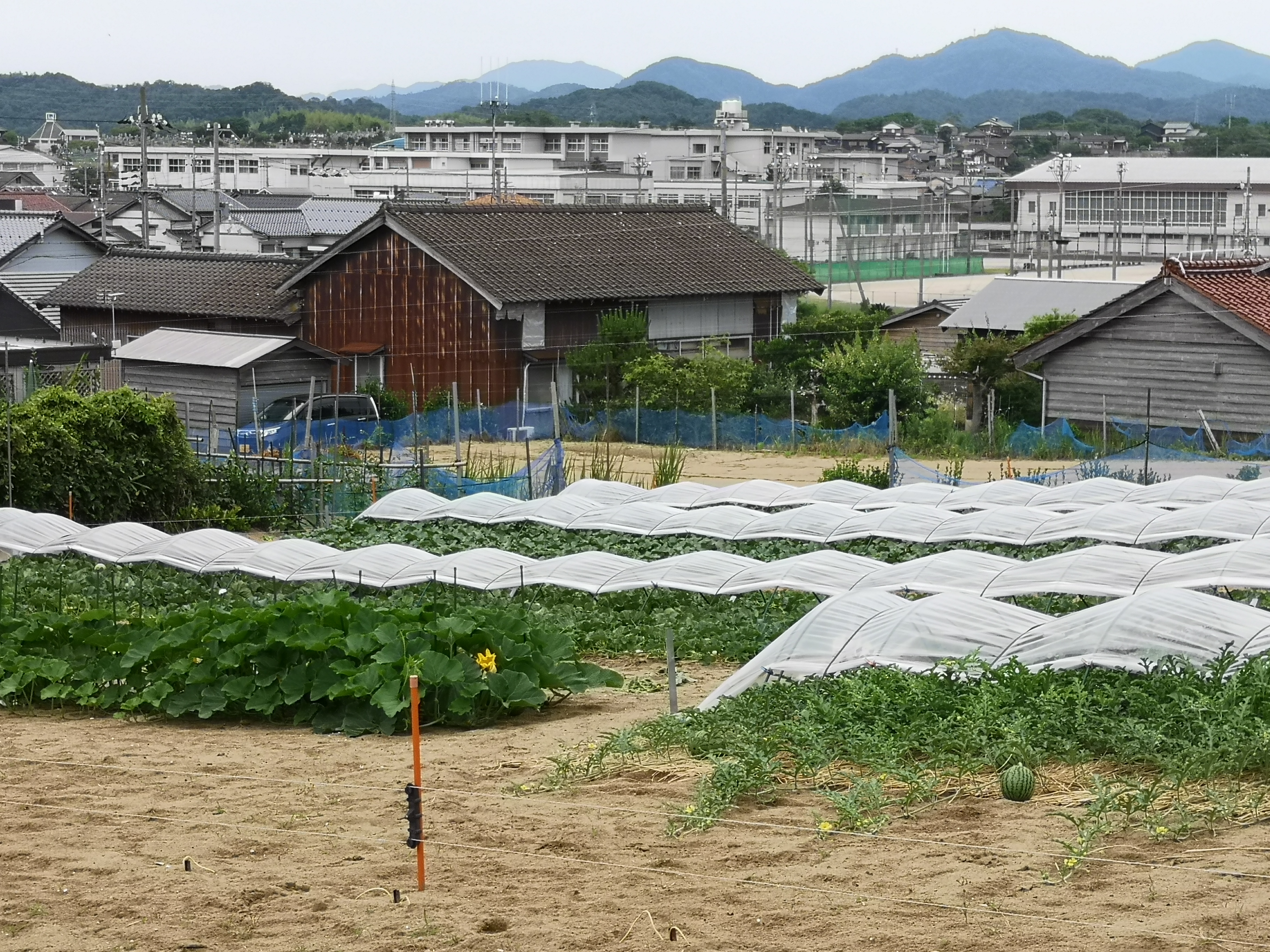
小浜海岸砂丘の集落内にある農地。奥の建物群は隣区の網野地区。
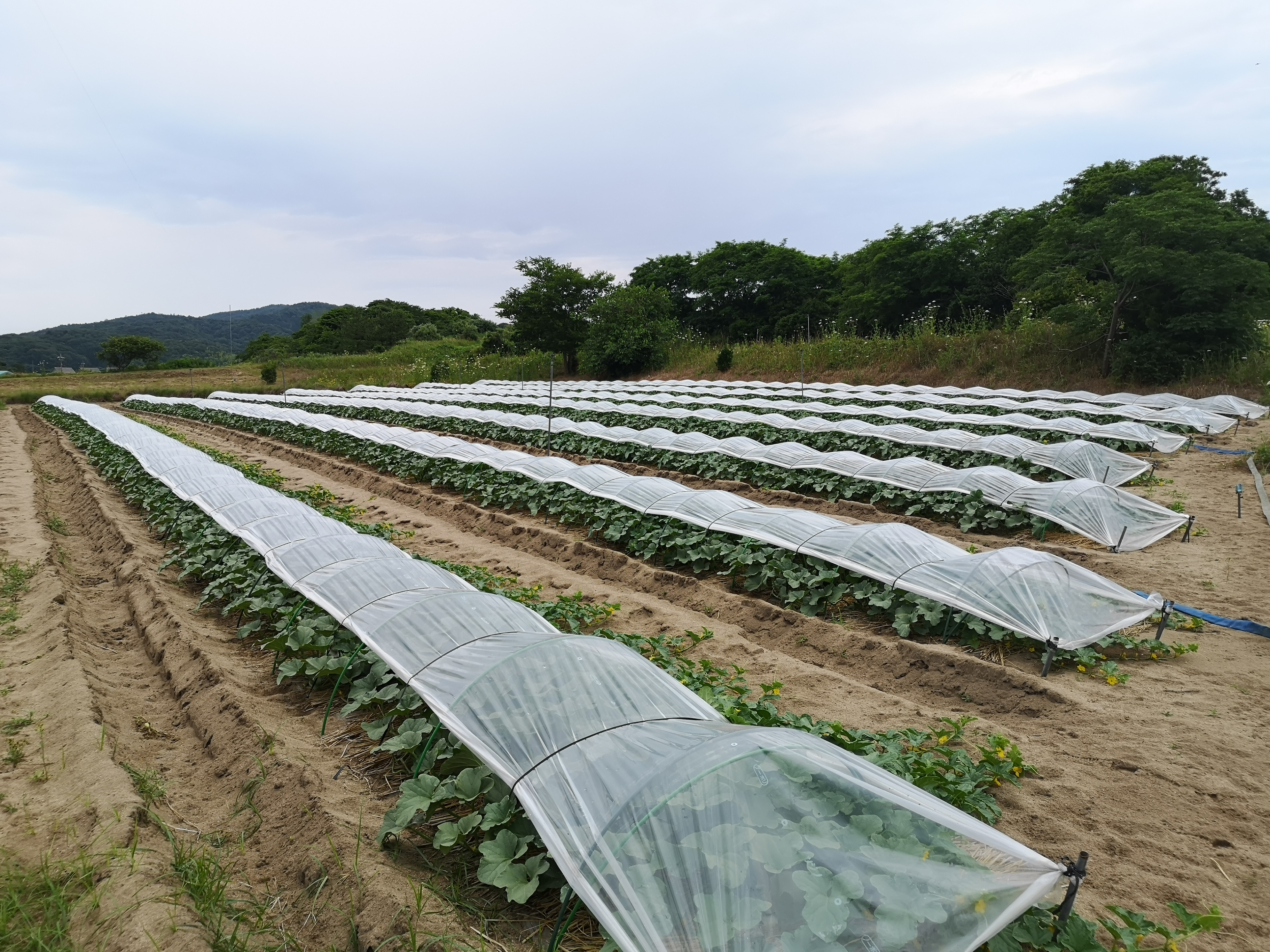
離湖西部の農地。
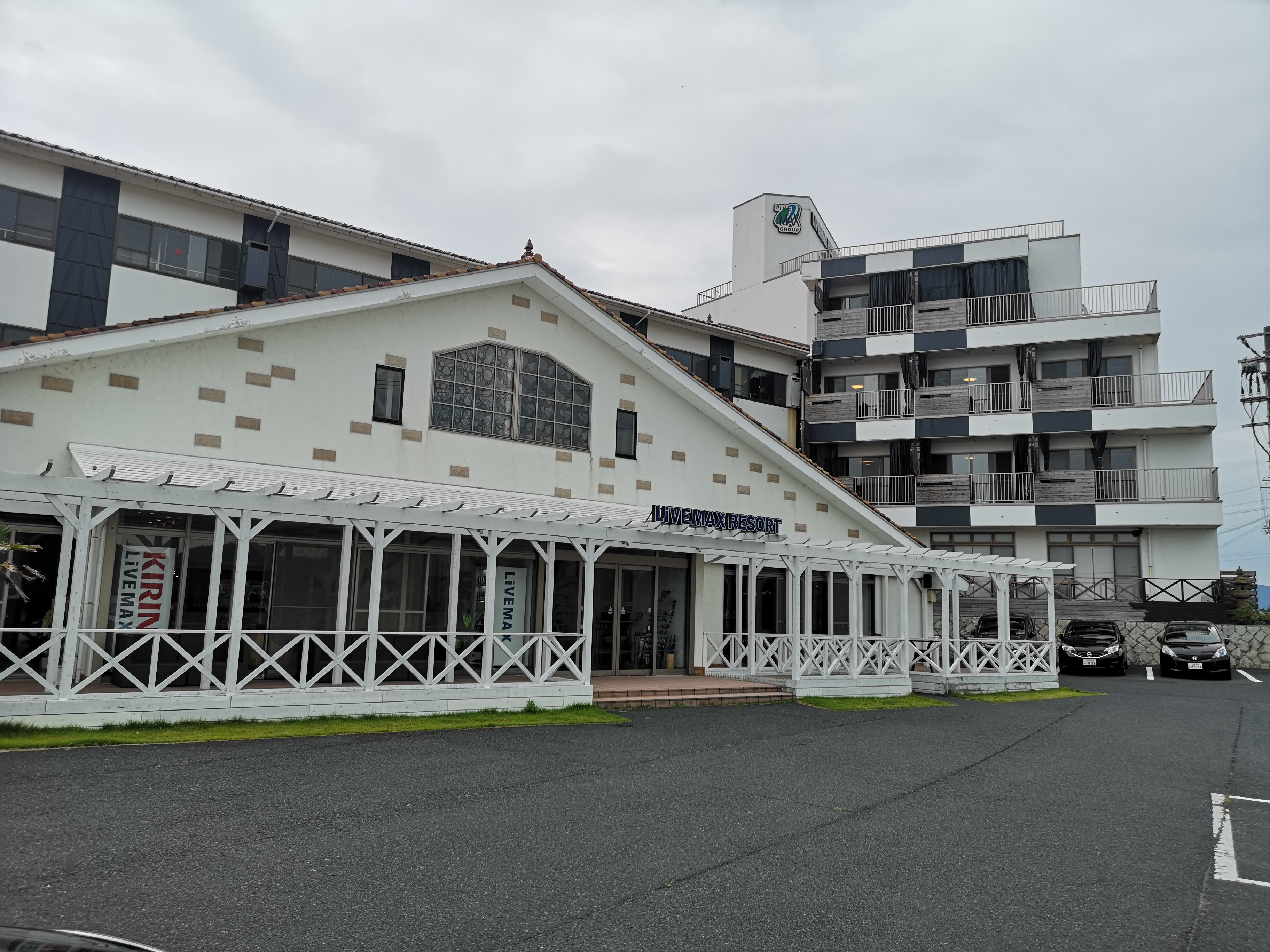
小浜海水浴場付近のホテル
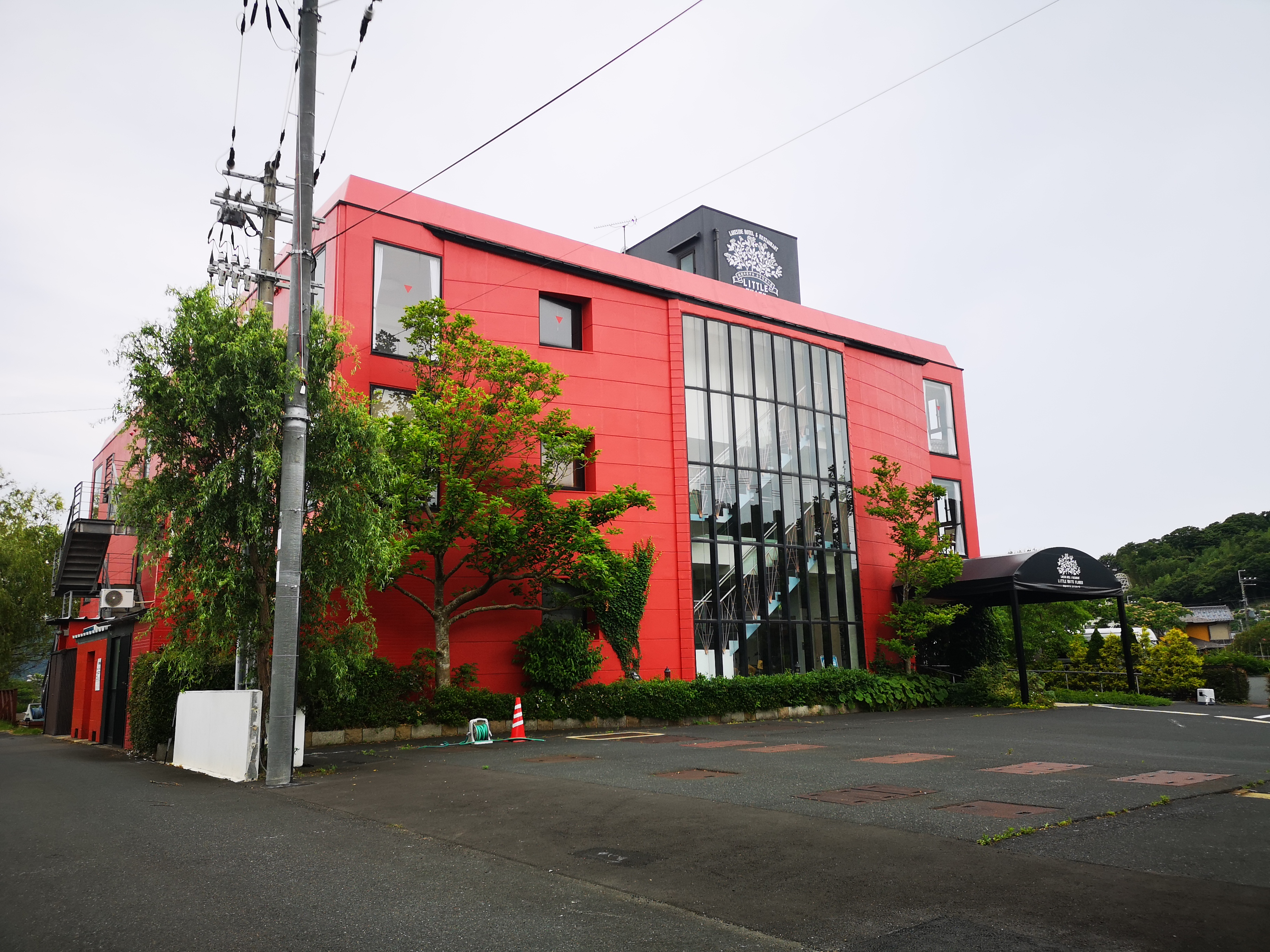
離湖湖畔のホテル

## 旧跡

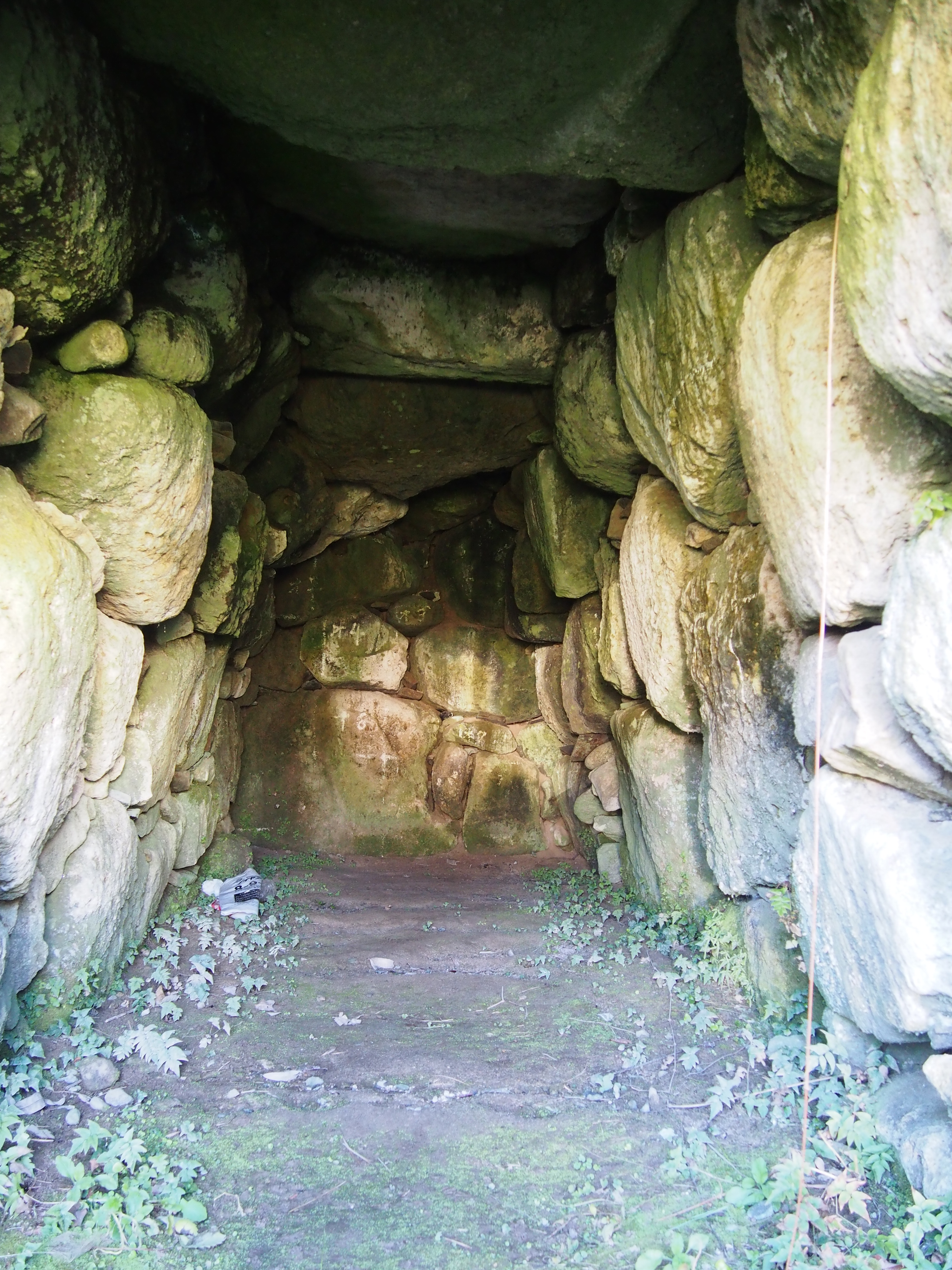
岡古墳群の復元岡第1号墳
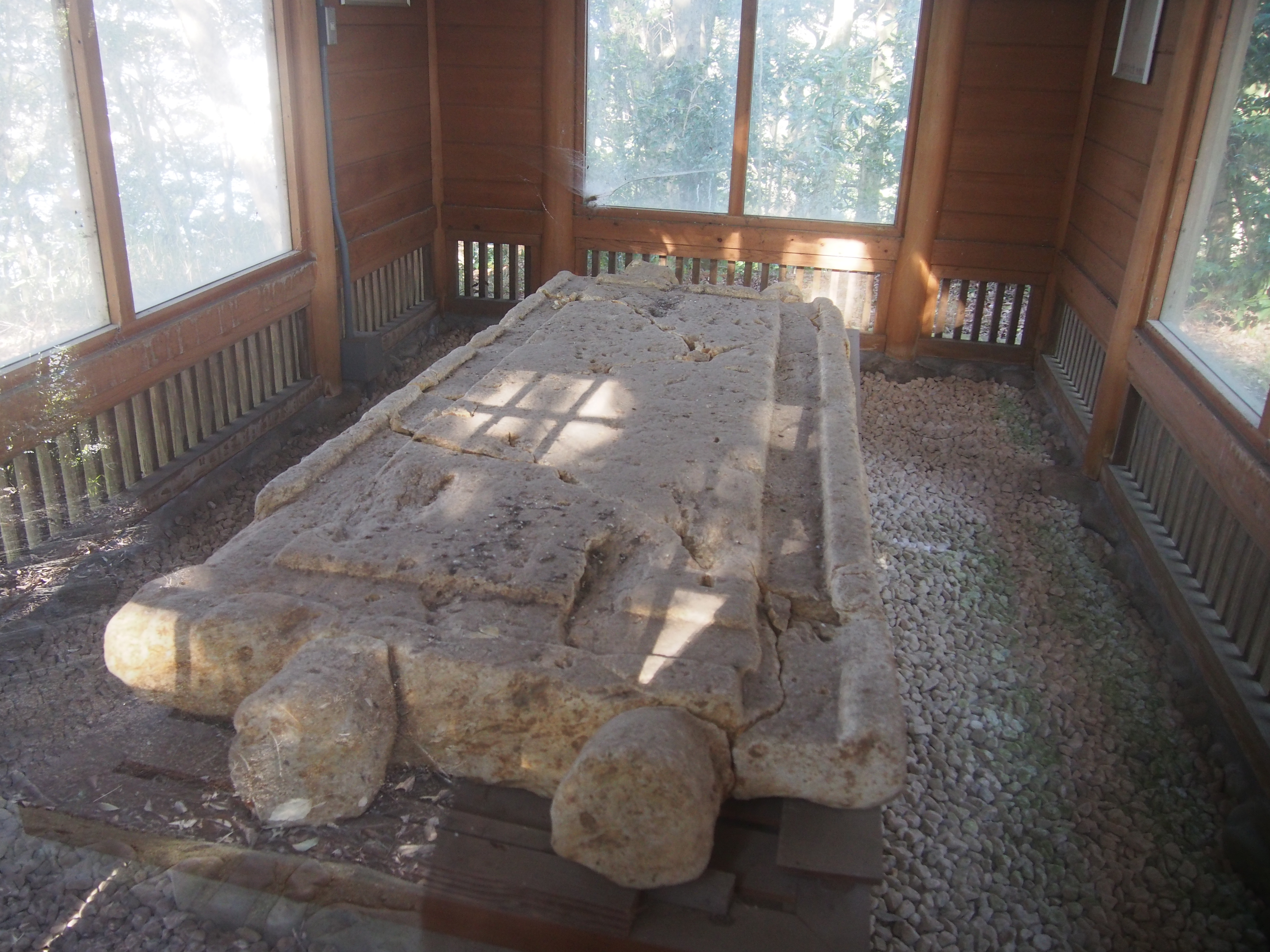
離湖古墳
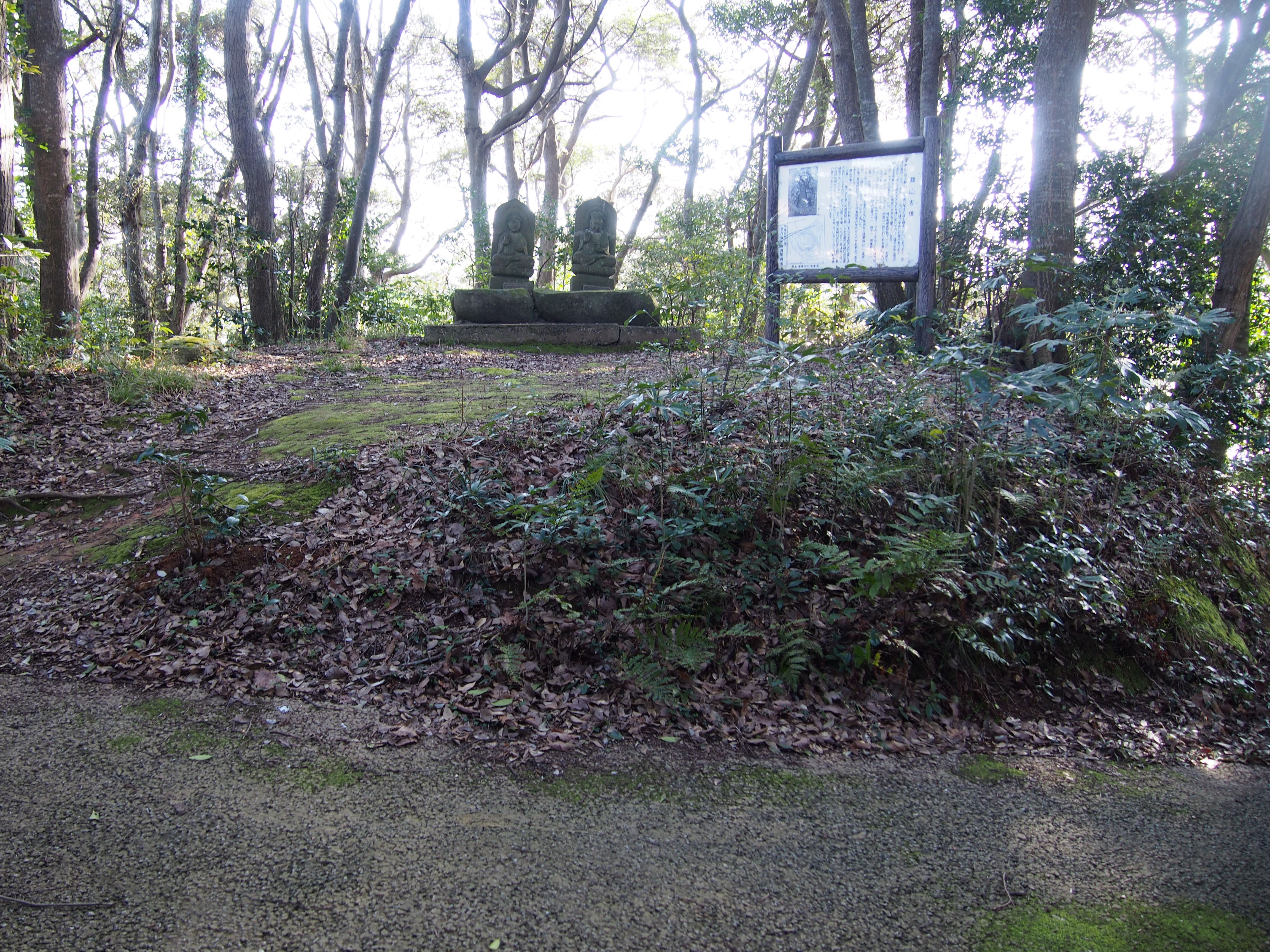
離山古墳
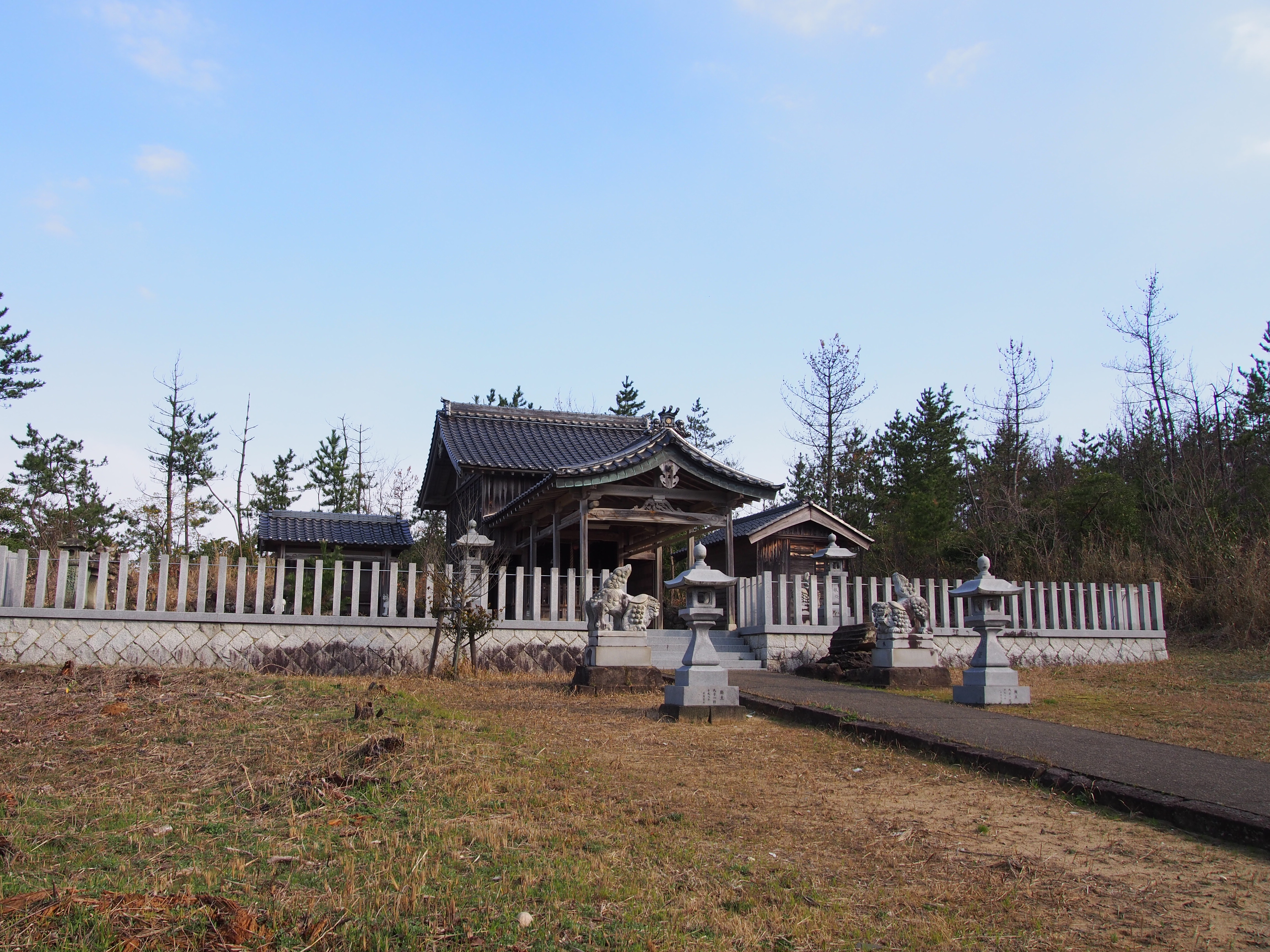
八幡神社
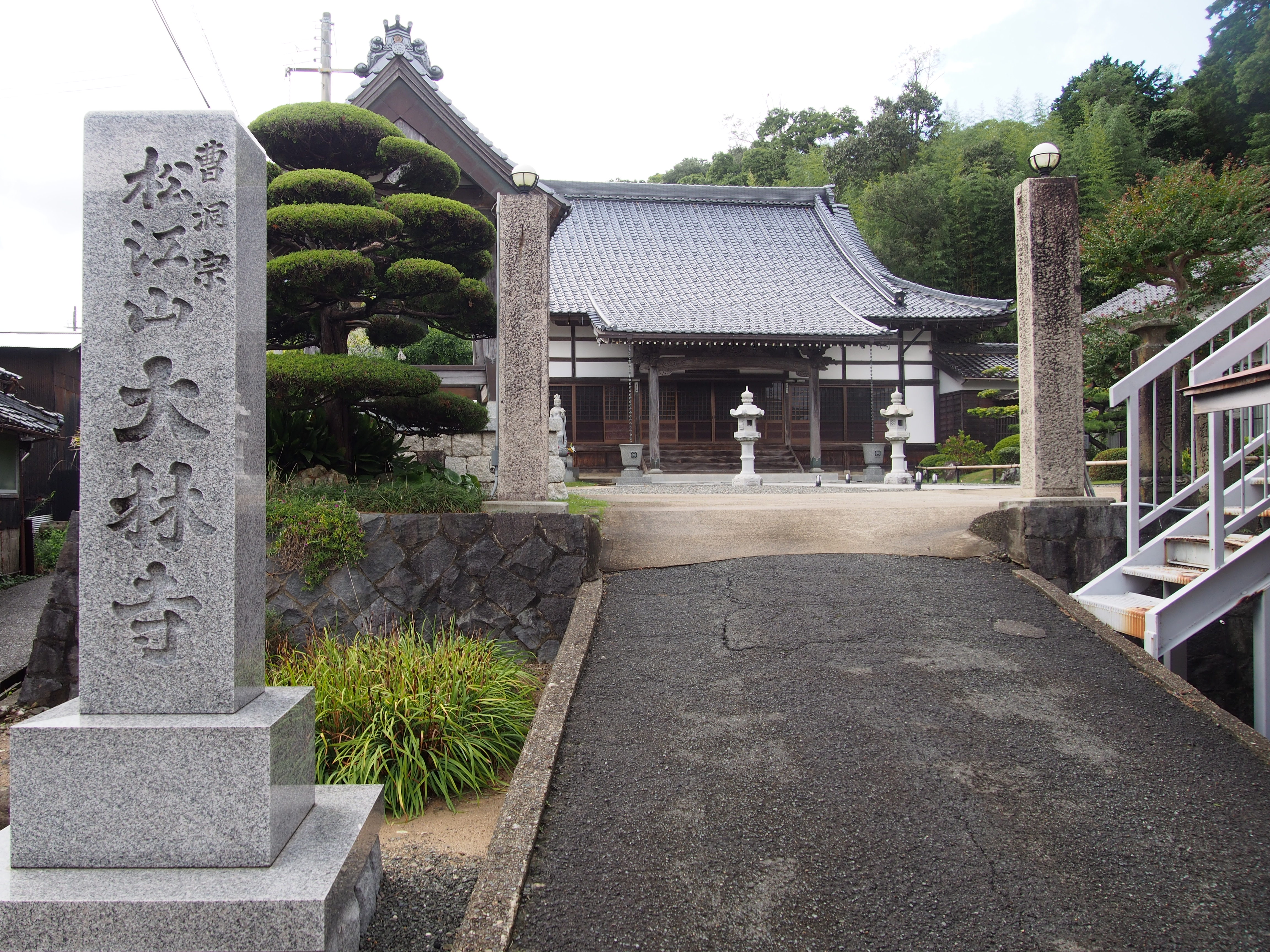
大林寺

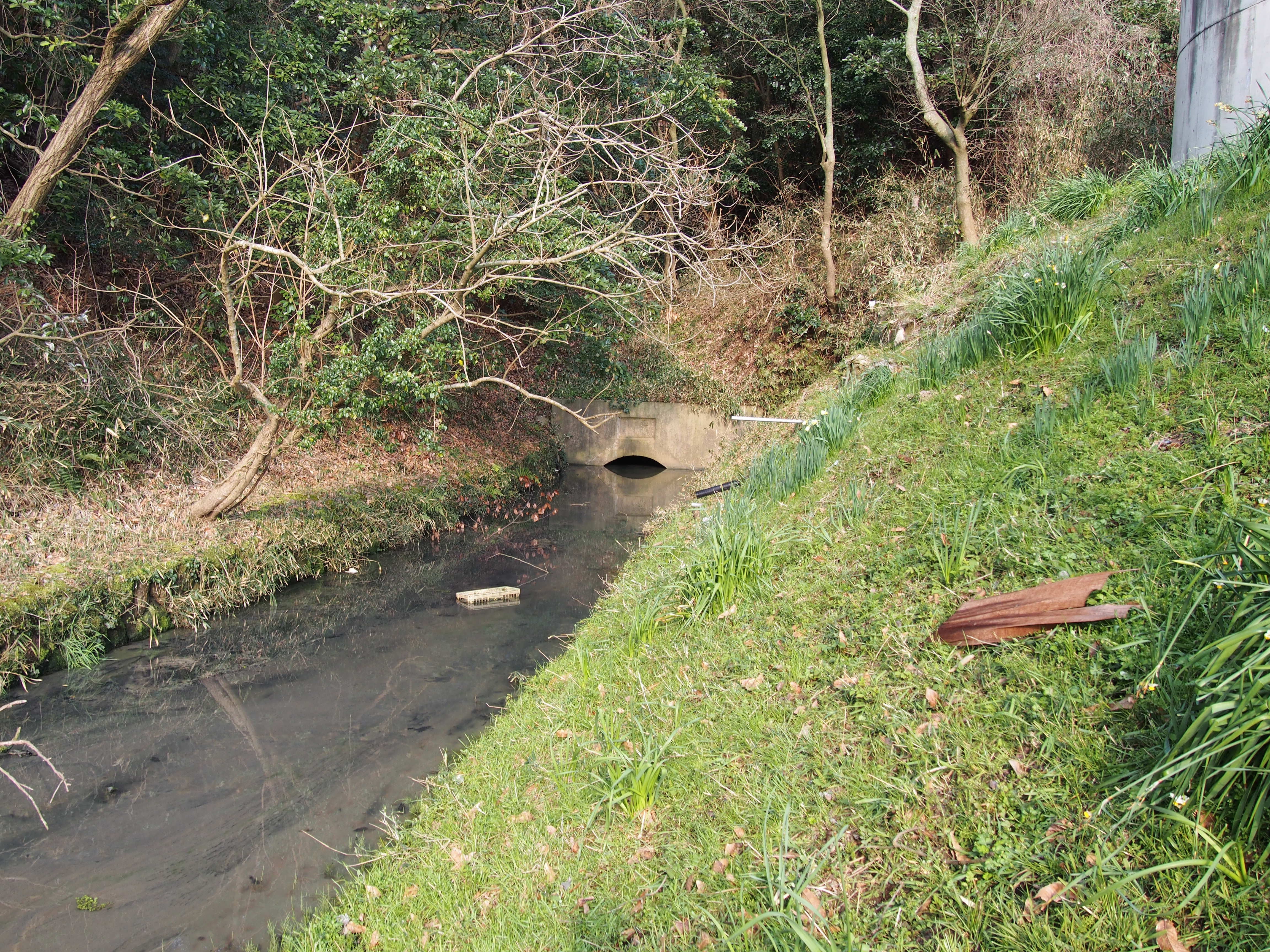
樋越川の離湖側
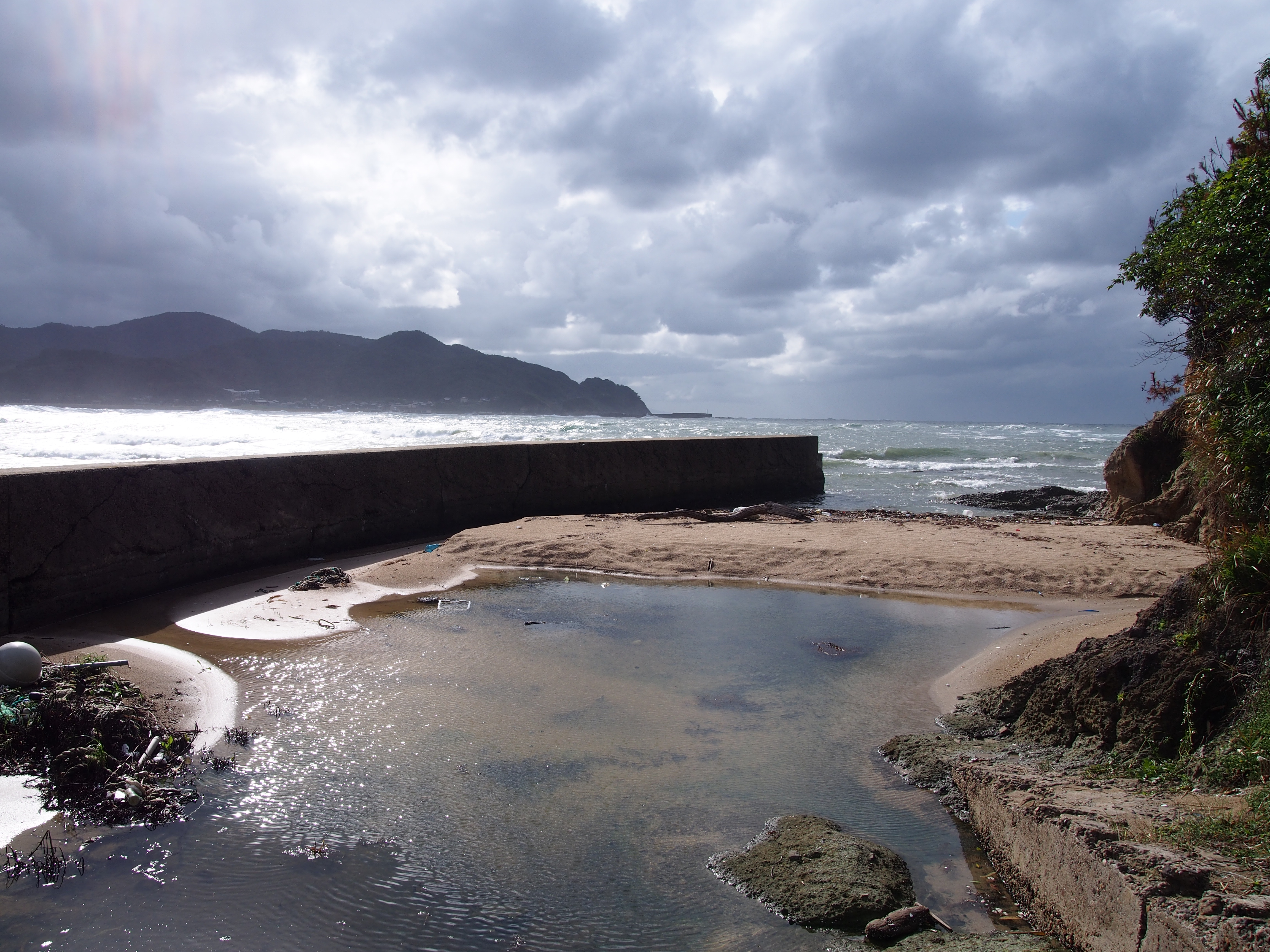
樋越川の河口
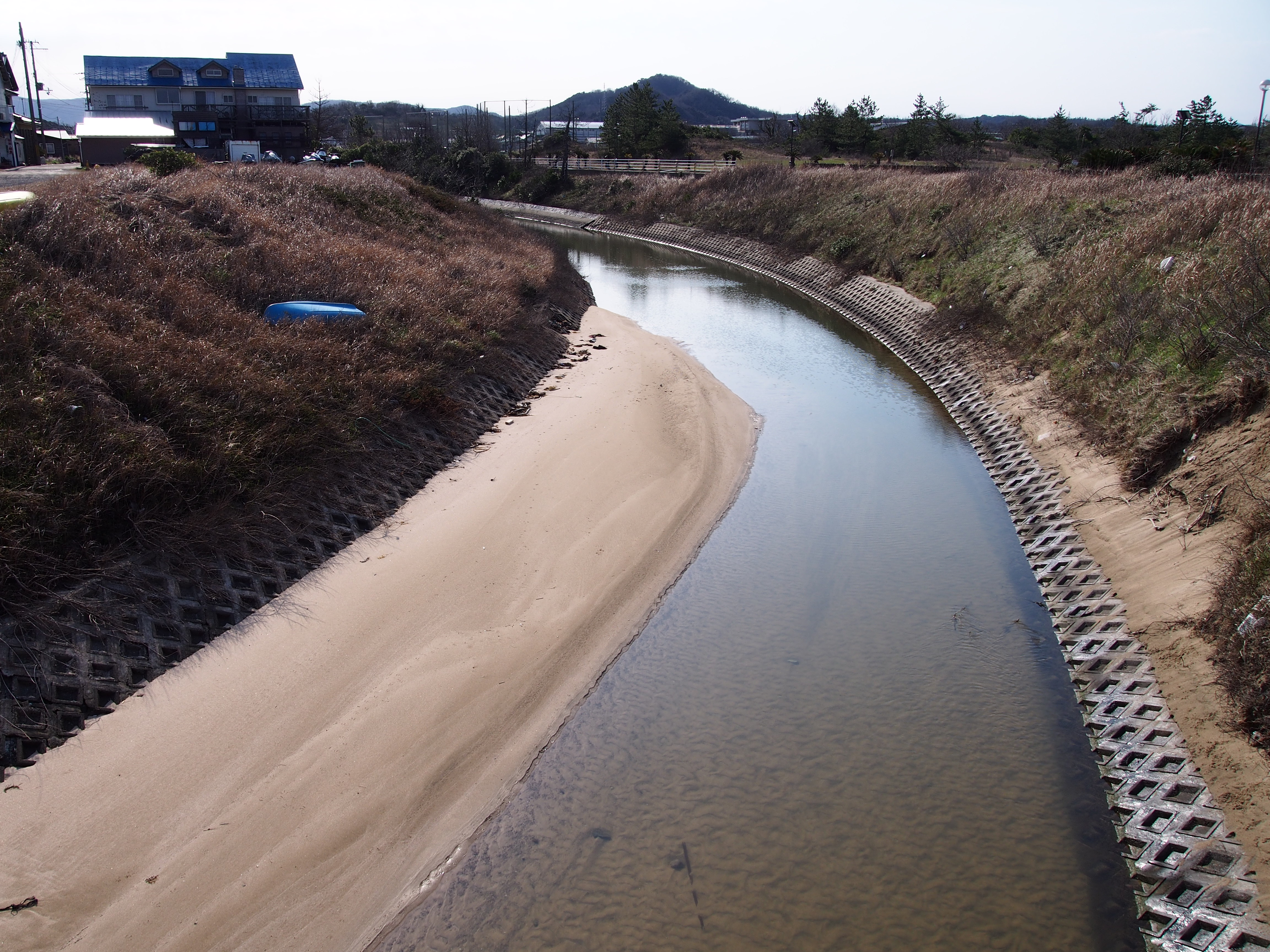
新樋越川

離湖古墳
離山の山頂にある古墳時代中期の古墳。東西34m、南北43mの規模を持つ。京丹後市指定文化財（史跡）。2002年（平成14年）12月11日指定。
離山古墳
古墳時代中期の古墳。直径15mの円墳であり、横穴式石室を有する。京丹後市指定文化財（史跡）。2002年（平成14年）12月11日指定。
岡古墳群
4基の古墳の総称。
復元岡第1号墳
新樋越川沿いの丘から1968年（昭和43年）5月に離湖の湖畔に移転した古墳時代後期の古墳（復元）。京丹後市指定文化財（史跡）。1976年（昭和51年）3月1日指定。
八幡神社
小浜の村社。祭神は誉田別命。天正20年（1592年）勧請。京丹後市弥栄町黒部にある深田部神社の分神と伝えられる。勧請当初は近くの清水浜にあったが、後に高台である京丹後市網野町小浜484に移転された。なお、移転時期は未定である。
大林寺
曹洞宗の寺院。本尊は薬師如来。宝永2年（1705年）3月、宮津の智源寺から勘定して一宇を建立した。万延元年（1860年）7月17日に火災で焼失したが、同年10月に再建されている。1927年（昭和2年）3月7日の北丹後地震では倒壊し、住職の佐々木良運も死去した。1936年（昭和11年）9月には本堂が再建された。1995年（平成7年）には境内にギャラリーが完成し、小浜出身の日本画家であり大林寺の檀家でもある井上緑峰の作品を収蔵している。
樋越川
離湖と日本海をつなぐ水抜き穴。延宝2年（1674年）から3年かけて開削された。長さは647メートルであり、大部分は暗渠である。
新樋越川
離湖と日本海をつなぐ水路。1952年（昭和27年）に開削された。長さは666メートル。開削時には新樋越川河底遣跡が発見されている。
- 岡古墳群の復元岡第1号墳
- 離湖古墳
- 離山古墳
- 八幡神社
- 大林寺

- 樋越川の離湖側
- 樋越川の河口
- 新樋越川

## 施設
小浜公民館
離湖の南西岸にある公民館。2017年（平成29年）時点で建物が離湖側に傾いており危険性が高いため、公民館としては使用されていない。
京丹後市小浜勤労者と子どものセンター
小浜浄水場
丹後ふるさと病院
小浜ふれあい広場
離湖の南西岸にある広場。1993年（平成5年）完成。京丹後市小浜勤労者と子どものセンターの前にある。

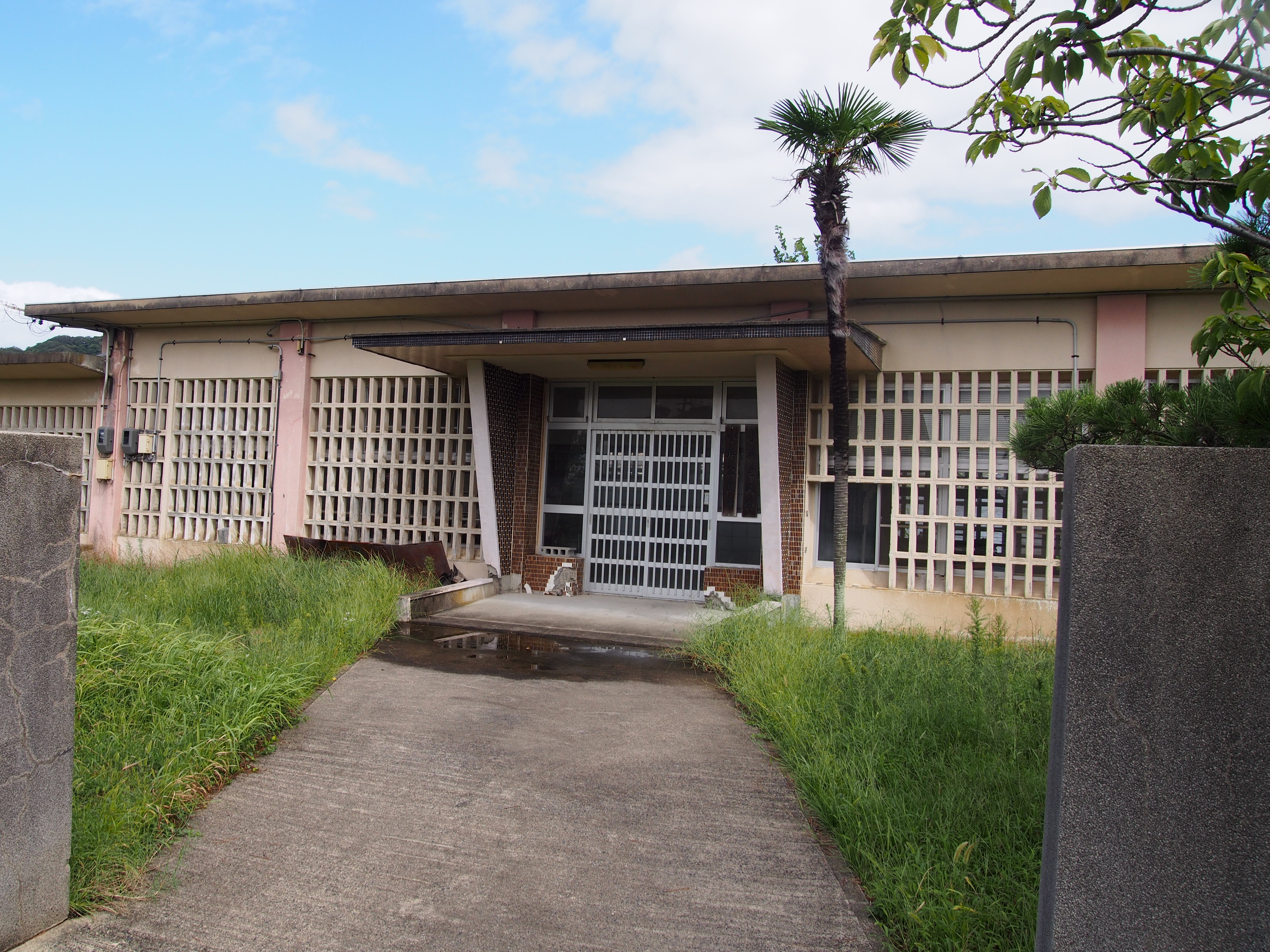
小浜公民館
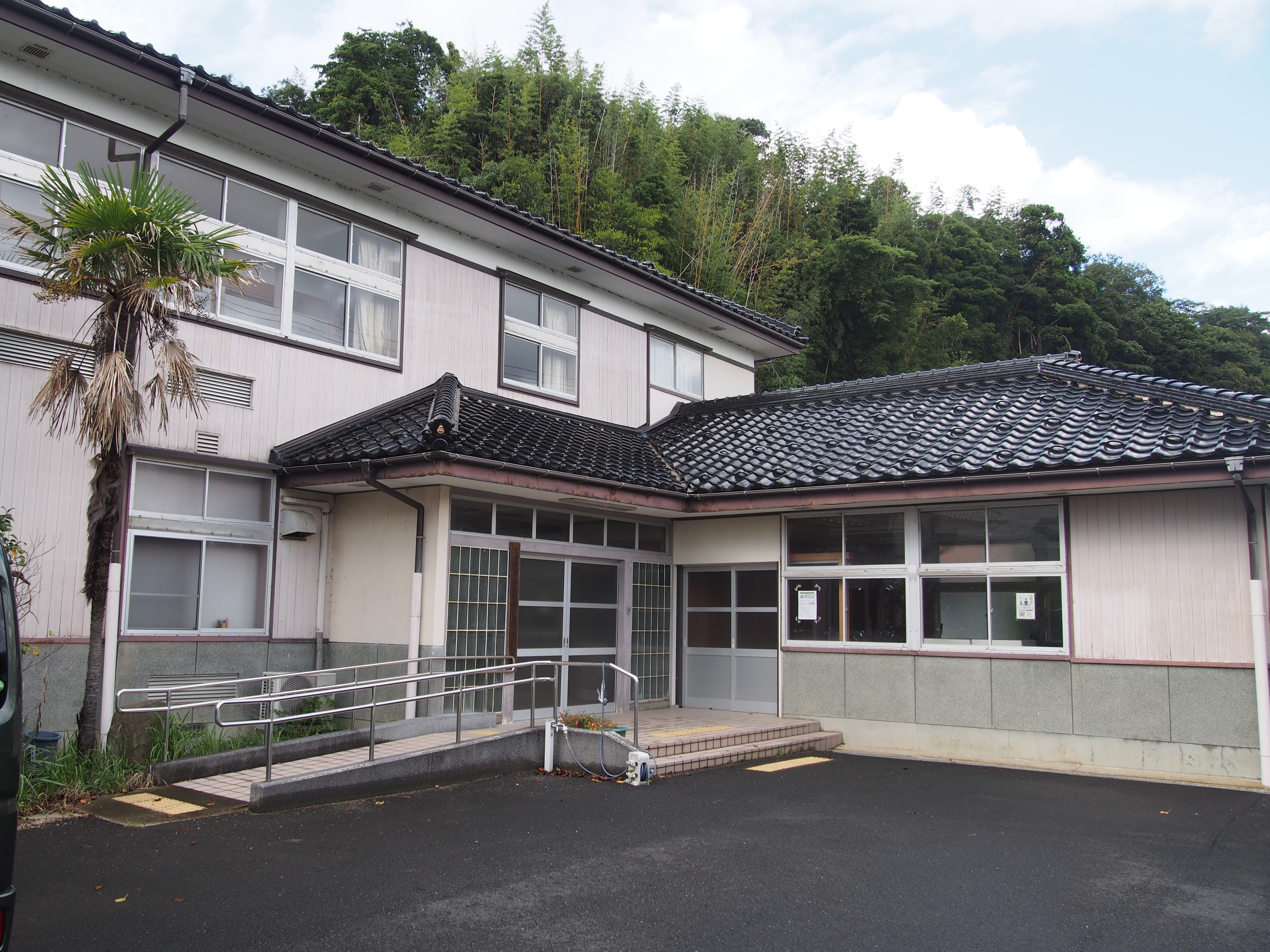
京丹後市小浜勤労者と子どものセンター
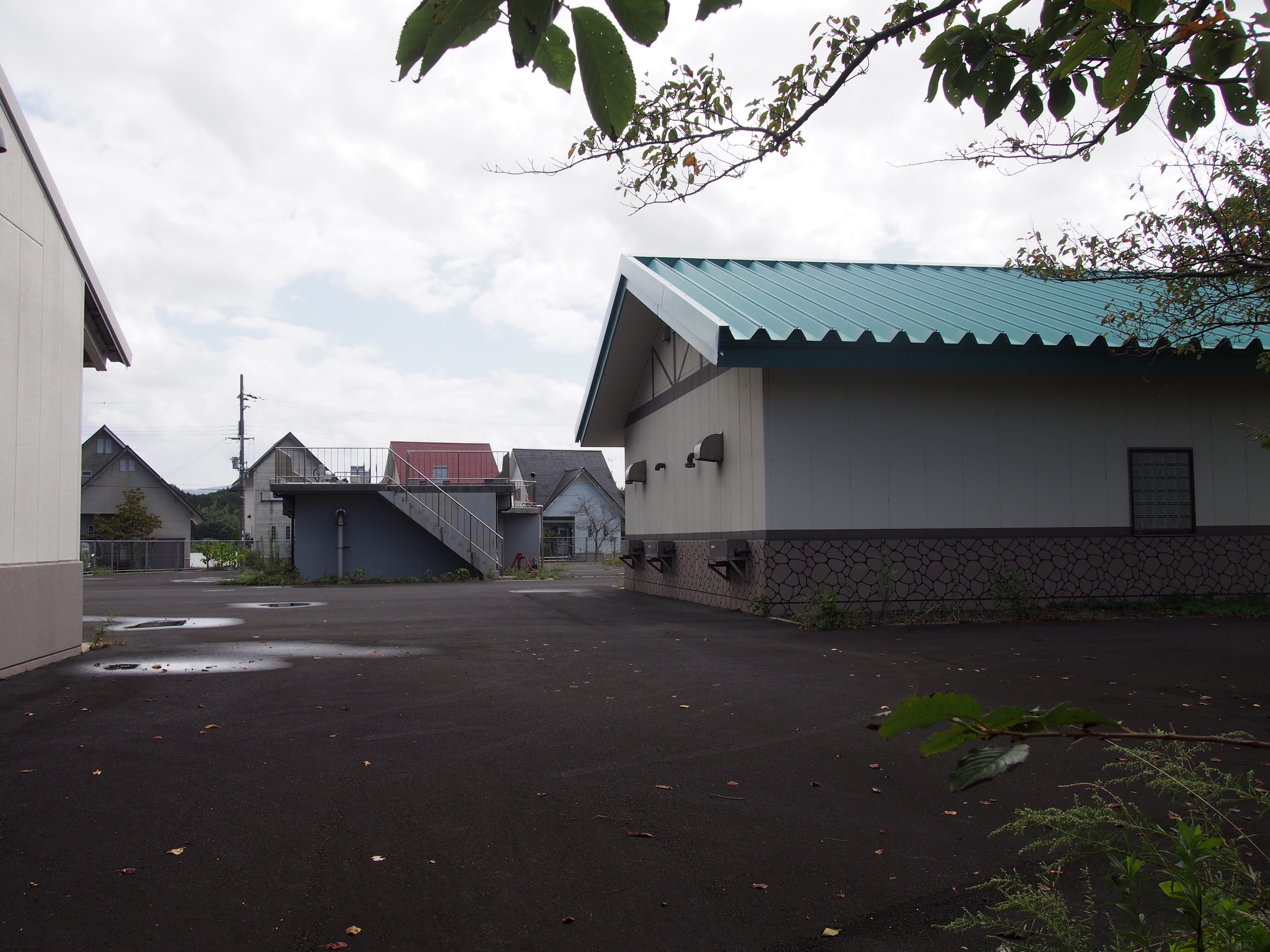
小浜浄水場
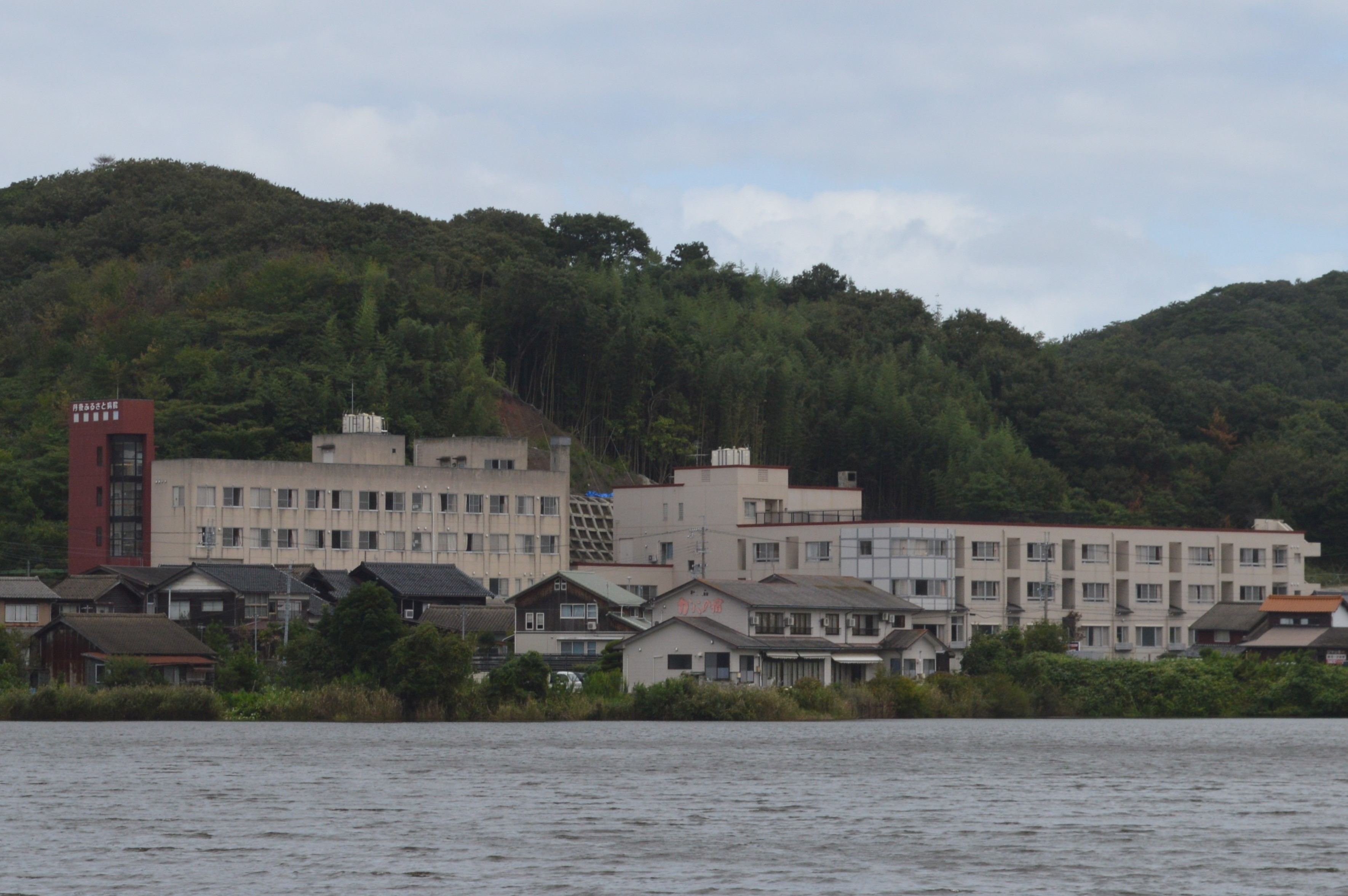
丹後ふるさと病院
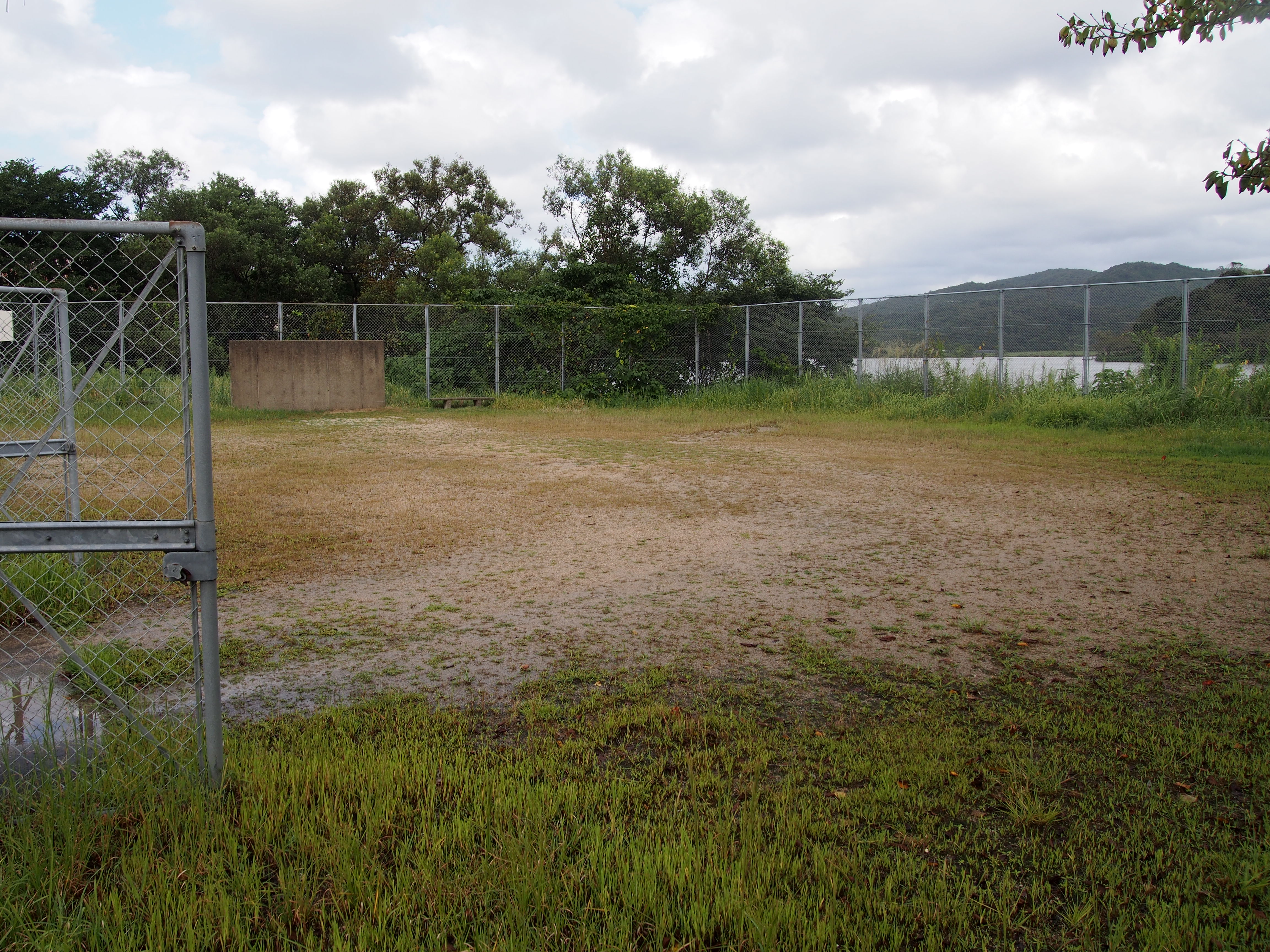
小浜ふれあい広場

## 小浜ゆかりの人物
湖口の小左衛門
1674年（延宝2年）頃、離湖湖畔の湖口集落の農民で、樋越川開削を発案・実現した。
足立久兵衛
島溝川村に住み、小左衛門とともに樋越川開削に携わり、技術者や資金の調達に大きな役割を果たした。
井上緑峰
1915年（大正4年）小浜生まれの日本画家。菩提寺である大林寺には46枚の襖絵をはじめ多くの作品を寄進。『墨絵の基本』などを著し、多くの後進を育てた。2001年（平成13年）7月没。